# M3 Lee/Grant
Vous lisez un « article de qualité » labellisé en 2022.
Cet article concerne le char moyen. Pour le char léger, voir Char M3 Stuart. Pour le half-track, voir M3 Half-track. Pour les autres homonymes, voir M3.
Le M3, surnommé Lee ou Grant par les Britanniques, est un char moyen de conception américaine utilisé par les Alliés au cours de la Seconde Guerre mondiale. Issu du char M2, le M3 est développé en urgence au lendemain de la bataille de France, les États-Unis ayant alors réalisé que leurs véhicules blindés étaient inadaptés à la guerre moderne. Le M3 est ainsi accompagné d'importants changements de doctrine, avec la création de la composante blindée au sein de l'armée américaine, et de méthodes de production, avec la création du Detroit Tank Arsenal, première usine destinée à la production de masse de véhicules blindés aux États-Unis.
Conçu pour l'United States Army, le M3 est également fourni en grandes quantités au Royaume-Uni, dont l'armée a perdu la majeure partie de son matériel en France et est confrontée à une grave pénurie de véhicules blindés. Les Britanniques obtiennent notamment des États-Unis la création d’une variante spéciale pour leur usage, dotée d’une tourelle différente : ils surnomment ce modèle « General Grant », par opposition au « General Lee », c’est-à-dire le M3 avec sa tourelle d’origine.
Le M3 est utilisé au combat pour la première fois pendant la campagne d’Afrique du Nord en mai 1942, où il se trouve être le char le plus lourdement armé du théâtre d’opération. Il apporte ainsi une bouffée d’oxygène aux Alliés, alors en difficulté face à Erwin Rommel, dont les canons antichars surclassent les chars britanniques. Il est par la suite employé en Birmanie, où il fournit un soutien précieux aux Alliés dans la destruction des fortifications japonaises. L'Armée rouge, qui en a reçu un millier d’exemplaires via le prêt-bail, l'utilise au combat jusqu’en 1945.
À sa mise en service, le M3 compte parmi les meilleurs chars existant alors : il est bien armé, correctement blindé et mécaniquement plus fiable que la plupart de ses équivalents. Il est toutefois loin d’être parfait, souffrant de nombreux défauts. Sa configuration inhabituelle, avec un canon en casemate d’un côté et une tourelle de l’autre, est peu pratique et lui donne une haute silhouette repérable de loin. La protection inadaptée des réservoirs de carburant et des munitions lui confère en outre une propension à prendre feu et à exploser lorsqu’un projectile pénètre le blindage, inconvénient qui amène certains équipages à le qualifier de « crématorium ».
Produit à plus de six mille exemplaires, le M3 commence à être retiré de la ligne de front à partir de 1942 pour être remplacé par le M4 Sherman. Son châssis trouve néanmoins un second usage pour mécaniser l'artillerie, avec notamment la réalisation des M7 Priest et M12 Gun Motor Carriage, ainsi que pour créer des véhicules spécialisés, comme le char de dépannage M31.
Premier char produit en quantité aux États-Unis, le M3 constitue ainsi un jalon important dans l’évolution de l’arme blindée américaine. Maillon entre les chars de l’entre-deux-guerres, qui étaient strictement destinés au support de l'infanterie, et la mise en place d’une vraie force blindée, le M3 a permis aux États-Unis d’acquérir une expérience importante en matière de conception et de production à grande échelle de véhicules blindés. Celle-ci bénéficiera grandement au Sherman, lui permettant d’arriver sur le front plus vite et avec moins de problèmes.

## Dénomination
La désignation officielle dans la nomenclature américaine est M3 Medium Tank, généralement abrégé en M3. Le Commonwealth utilise sa propre désignation, le M3 de série est appelé General Lee tandis que la version modifiée pour leur usage reçoit le nom de General Grant. Les troupes britanniques ont toutefois tendance à appeler tous les M3 par le nom Grant, sans tenir compte de la version. En URSS, le char est appelé M3S, pour средный (sredniy), « moyen », afin de le distinguer du M3 Stuart également en service dans l'Armée rouge.
Les différentes versions sont désignées dans le système américain par la lettre A suivie d'un chiffre incrémenté : M3A1, M3A2, etc. Chez les Britanniques, le versionnage s'effectue avec un chiffre romain suivant le nom, la version de base ayant été rétroactivement appelée General Grant I. Le M3A1 américain correspond ainsi au General Grant II ou au General Lee II. Le système utilisé par les États-Unis ne distingue pas les deux types.
Du fait que le M3 est passé directement en production, sans prototype, il n'existe aucune désignation avec la lettre T correspondant à ce projet.

## Développement

### Contexte
Lorsque la Seconde Guerre mondiale éclate en 1939, l'U.S. Army possède peu de chars de conception récente, exclusivement des chars légers. Cette situation s'explique par le manque de financements après la Grande Dépression mais aussi par la vision politique américaine qui ne perçoit l'armée que comme une force défensive. Au cours des années trente, quelques tentatives de développement d'un char moyen amènent à la création des prototypes T2 en 1934 et T4 en 1936-1937. Ces essais se révèlent infructueux : la doctrine militaire ne concevant le char que comme un moyen d'appui de l'infanterie, ces véhicules sont uniquement armés de mitrailleuses, ce qui les rend peu intéressants par rapport à un char léger plus mobile et moins coûteux.

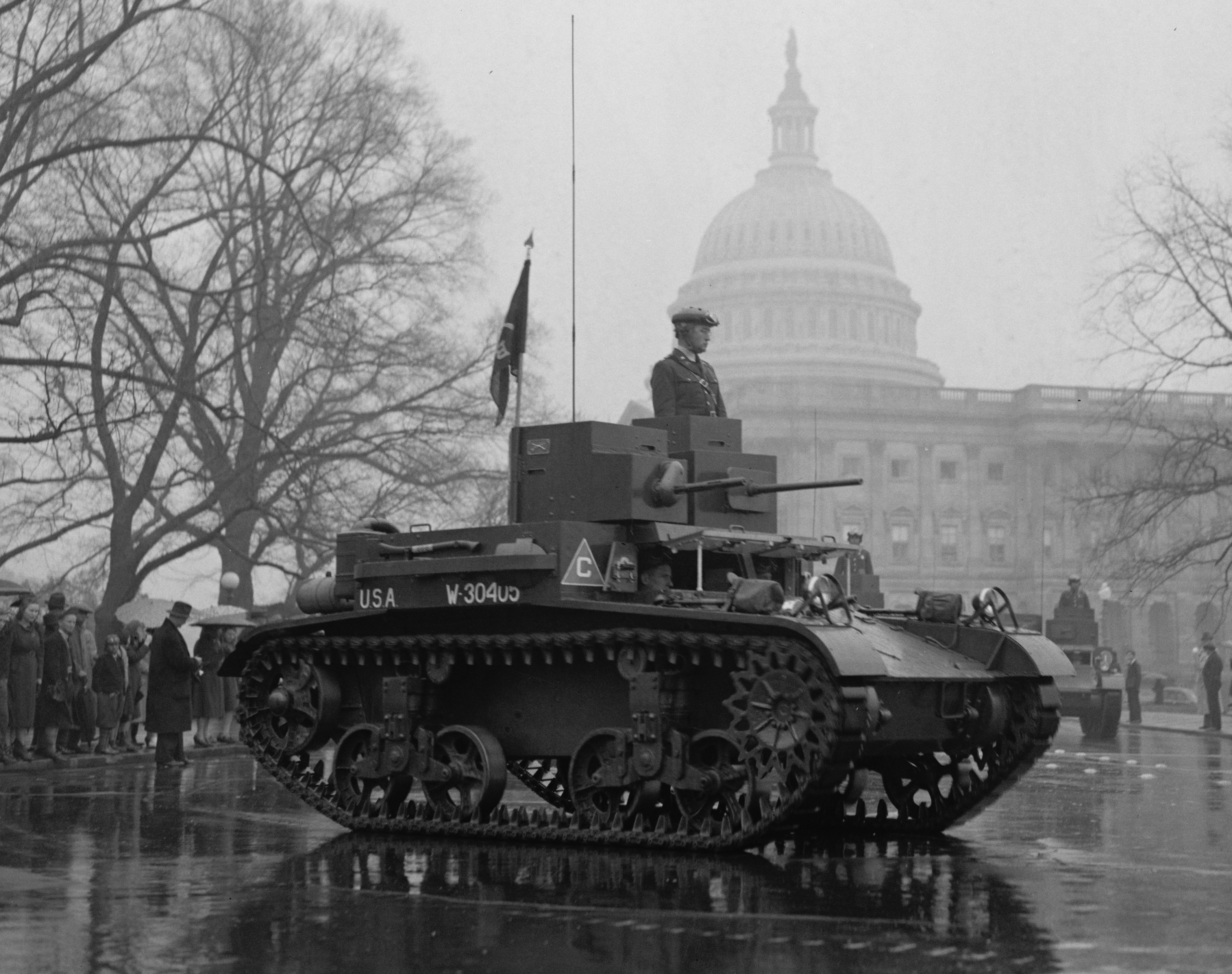
Un M2A3 photographié en avril 1939 à Washington.

Ce n'est qu'en mai 1936 que la résolution de ce problème est abordée avec le début du développement du T5, qui doit être armé d'un canon de 37 mm, en plus d'un minimum de six mitrailleuses. Il faut encore attendre février 1938 pour que soit livré le premier prototype, qui réalise dans les mois suivants ses essais à Aberdeen. Le T5 est finalement reconnu bon pour le service pendant l’été, sous le nom de M2, mais cette version est déjà obsolète : la guerre civile espagnole a mis en évidence la menace que représentent les canons antichars, or, pour des raisons de poids, le blindage du M2 a été considérablement limité, le rendant particulièrement vulnérable au 3,7-cm PaK 36 allemand. Une nouvelle version, dite « T5 phase III », avec un blindage plus épais et un nouveau moteur, commence donc à être développée à l'automne 1938, puis entre en production à l’été 1939 sous le nom de M2A1. Parallèlement, le canon de 37 mm étant considéré inutile pour du support d’infanterie, une nouvelle version est mise à l’étude. Le T5E2 se voit ainsi doté d'un obusier de 75 mm installé dans une casemate décentrée, la tourelle étant convertie en observatoire pour le pointage de l'arme.

### Naissance du M3

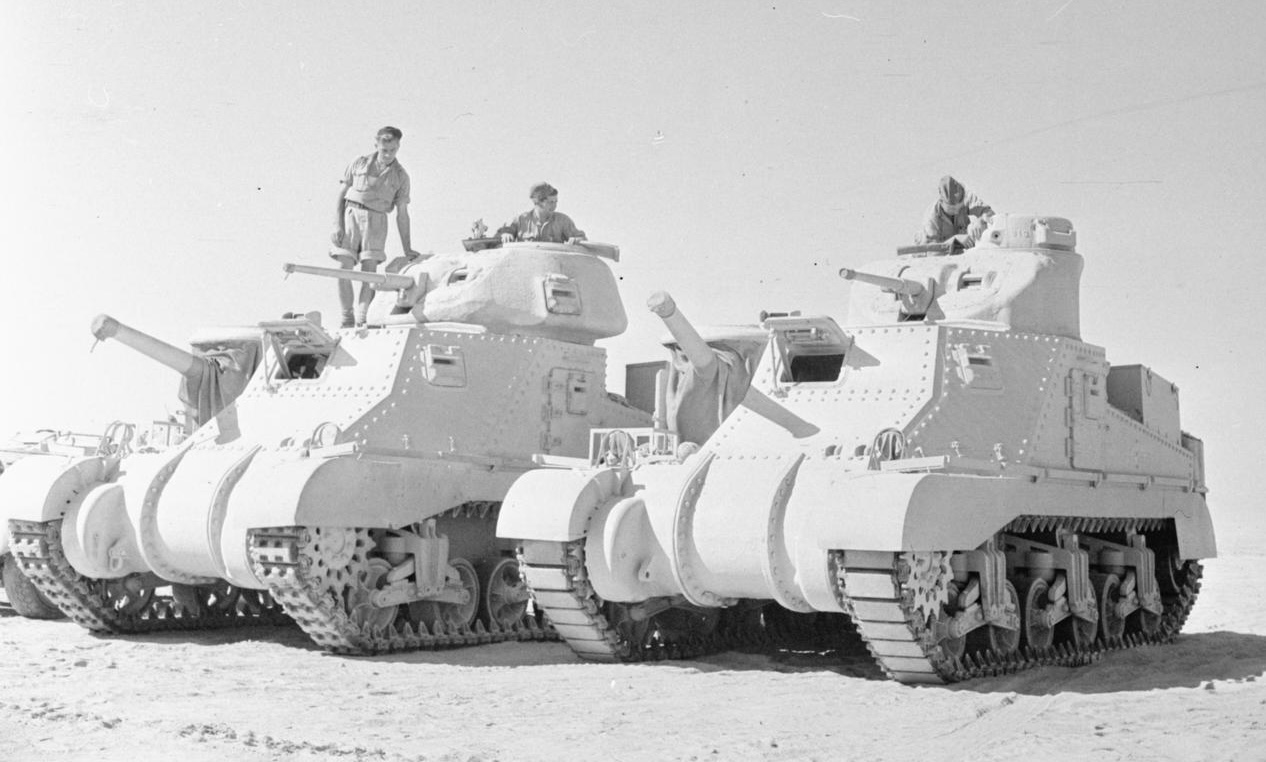
Un Grant (à gauche) et un Lee (à droite) en service dans l’armée britannique.

Le succès des Panzer III et IV au cours de la campagne de France incite cependant l'armée des États-Unis à repenser sa conception de l’usage des chars, mais lui fait surtout comprendre que le M2A1 est trop légèrement armé et blindé. Les caractéristiques requises pour un nouveau char sont élaborées entre juin et juillet 1940, mais aucune des solutions proposées ne convient au général Adna Chaffee, chef de la nouvelle Armored Force. Elles incorporent en effet toutes un canon de 75 mm en casemate alors qu’il exige que l’arme soit disposée en tourelle. Le bureau de l’ordonnance se déclarant incapable de fournir en un temps bref un tel véhicule, Chaffee se voit proposer en attendant une adaptation du T5E2 qu’il est contraint d’accepter, bien qu’il la considère comme peu satisfaisante. Le développement du M3 commence ainsi en septembre 1940, le premier prototype sortant du bureau d’étude en février 1941 avant de débuter ses essais à Aberdeen à partir du 21 mars,. Après les tests réalisés en mai sur un véhicule provenant de chaque usine, dans le but de valider la mise en production, celle-ci débute à la fin du printemps.
Parallèlement, les Britanniques, qui ont perdu la majeure partie de leurs blindés lors de la bataille de France, se rapprochent des États-Unis pour y faire produire leurs chars. Les Américains refusent la demande, ne souhaitant pas produire des véhicules étrangers dans leurs usines, mais proposent le M3 à la place. Celui-ci n’enthousiasme guère les officiers de Sa Majesté, mais, comme Chaffee auparavant, ils sont contraints d’accepter. Ils négocient toutefois des modifications, notamment une tourelle modifiée pour pouvoir y installer une radio.

### Production

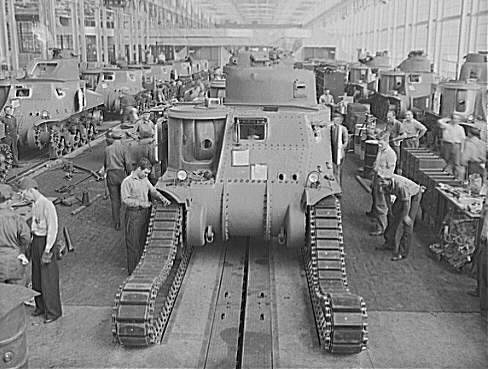
Chaîne de fabrication des M3 au Detroit Tank Arsenal en 1942.

Les premiers M3 sont achetés avant même la fin de la conception du char. Après avoir fait une offre le 15 août 1940 au Detroit Tank Arsenal de Chrysler, alors en cours de construction, pour mille M2A1, l'U.S. Army se rend compte que ce véhicule est obsolète et transforme sa commande en mille M3 dès le 28 août. Plus tard dans l'année, le gouvernement américain passe une commande pour 2 220 exemplaires à l'American Locomotive Company (ALCO) et des contacts sont également établis avec Baldwin Locomotive Works et la Lima Locomotive Company.
Après la signature des accords de prêt-bail en mars 1941, les États-Unis prennent à leur compte par l'intermédiaire du Joint Tank Planning Committee les commandes de la version Grant à destination du Royaume-Uni. Ces dernières sont passées auprès de Baldwin Locomotive Works, Pressed Steel Car Company et Pullmann-Standard Car Manufacturing Company pour un total de 2 085 exemplaires,. Parallèlement, un projet vise à convertir l'usine de la Montreal Locomotive Works, une filiale d'ALCO située au Canada, pour qu'elle produise également des M3. Toutefois, les Britanniques préfèrent finalement utiliser cette usine pour construire leur propre variante, le M3 Cruiser Tank, ultérieurement appelée Ram.
Les objectifs de production sont fixés en décembre 1940 à 29 tanks tous les deux jours, avant d’être augmentés en avril 1941 à mille, puis deux mille exemplaires par mois en juillet. La cible est portée à 25 000 M3 pour l'année 1942, chiffre qui est presque doublé pour 1943, avec 45 000 exemplaires envisagés. Ces objectifs se révèlent toutefois ambitieux et en août 1942, seulement 4 924 M3 ont été produits au total.
Toutes versions confondues, le M3 a été produit à 6 258 exemplaires, la majeure partie étant constituée de M3 Lee ou Grant de base, avec 4 924 véhicules. De même, plus de la moitié du total des chars produits l’ont été par le Detroit Tank Arsenal, les autres entreprises se partageant le reste.

## Histoire opérationnelle

### Campagne d’Afrique du Nord

#### Armée britannique

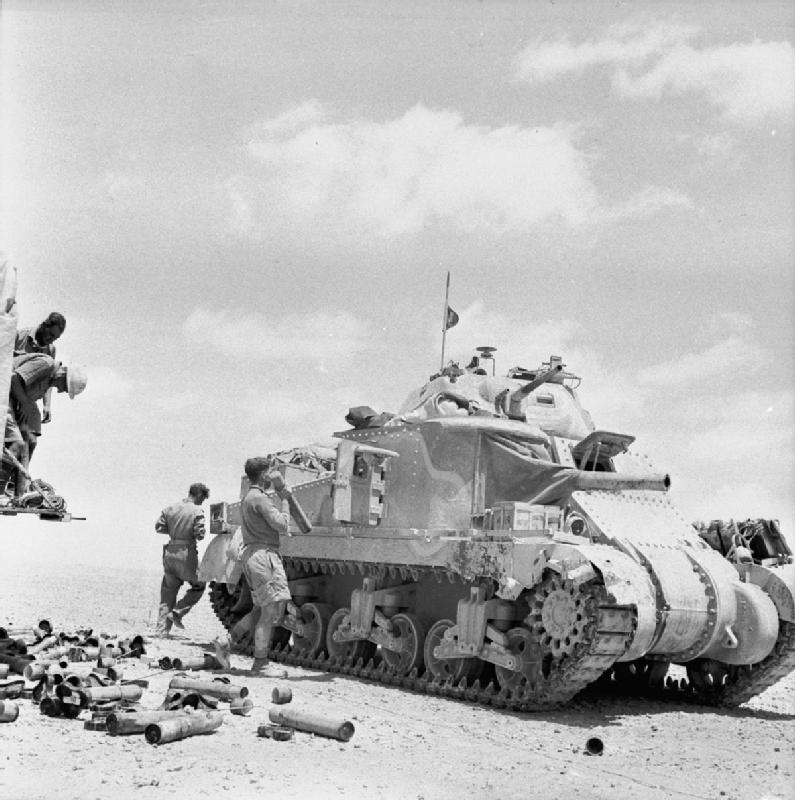
Ravitaillement d’un M3 Grant en munition en Afrique du Nord, le 18 juin 1942.

Le 5th Royal Tank Regiment, basé au Moyen-Orient, est la première unité britannique à recevoir le M3, dans sa version Grant, en novembre 1941. Les premiers véhicules sont utilisés pour l’entraînement et les essais, ces derniers conduisant les Britanniques à effectuer de nombreuses modifications sur le terrain au début de l’année 1942. Il est employé au combat pour la première fois en mai 1942 lors de la bataille de Gazala pendant laquelle il obtient de bons résultats, mais ne peut compenser la faiblesse des tactiques de la 8th British Army.
Pendant la campagne d’Afrique, les Britanniques déploient le M3 en tant que cruiser tank, c’est-à-dire, au sein de leur système de classification, un char destiné à combattre d’autres chars, par opposition à l’infantry tank, dont la vocation est d’appuyer l’infanterie. Les Lee et Grant se retrouvent ainsi dans les unités du Royal Armoured Corps, comme les 1st et 7th Armored Division. Les escadrons de M3 y sont mélangés avec des escadrons de Crusader et de Stuart, le ratio variant selon les divisions.
Le M3 est bien accueilli par les troupes britanniques, auxquelles il offre le moyen de lutter contre les canons antichars grâce à son propre canon de 75 mm, un calibre lourd faisant cruellement défaut aux chars utilisés jusque-là. Ils se montrent également satisfaits de la fiabilité du M3, alors que leurs propres chars sont sujets à de nombreuses pannes. De leur côté, les Allemands notent dans leur rapport que ce nouvel opposant peut se montrer particulièrement résistant, un char ayant par exemple été touché trente-et-une fois avant d’être mis hors de combat, mais qu’il a en revanche tendance à prendre facilement feu.

#### Armée américaine
L’armée américaine reçoit ses premiers M3 à l’été 1941, mais ils ne sont envoyés pour la première fois au combat qu’en novembre 1942 lors de l’opération Torch, au sein des 1st et 2nd Armored Division. Du fait de la difficulté à les faire débarquer, ils sont toutefois peu présents lors des combats initiaux contre les forces de Vichy et le premier engagement majeur a lieu le 28 novembre 1942 contre les Allemands à Djedeida. À partir de 1943, la majorité des M3 ayant été décimés lors des combats de décembre 1942, il n’en reste que quelques-uns au sein du 2/13th Armored, qui obtient toutefois de bons résultats à Sbeïtla et couvre la retraite des forces américaines à la bataille de Kasserine. Cette bataille marque la fin de l’utilisation régulière du M3, les quelques exemplaires survivants étant remplacés par des M4. Ils restent toutefois épisodiquement employés jusqu’à la fin de la campagne, le manque de Sherman ne permettant pas toujours de remplacer avec ceux-ci les véhicules perdus. Aucun M3 n'a été employé par l'armée américaine sur le théâtre européen après mai 1943.
Les Américains obtiennent initialement des résultats bien moins satisfaisants avec leurs M3 que les Britanniques : peu expérimentées et mal coordonnés avec leur infanterie d’accompagnement, les troupes américaines subissent de lourdes pertes contre des troupes allemandes usant de tactiques d’embuscade. Le problème est également aggravé par l’utilisation de munitions inadaptées, des erreurs d’approvisionnement ayant conduit le corps américain à recevoir des obus perforants obsolètes, normalement utilisés uniquement pour l’entraînement. Lorsque les tactiques des Américains s’améliorent en 1943, les M3 se montrent également plus efficaces.

### Front russe

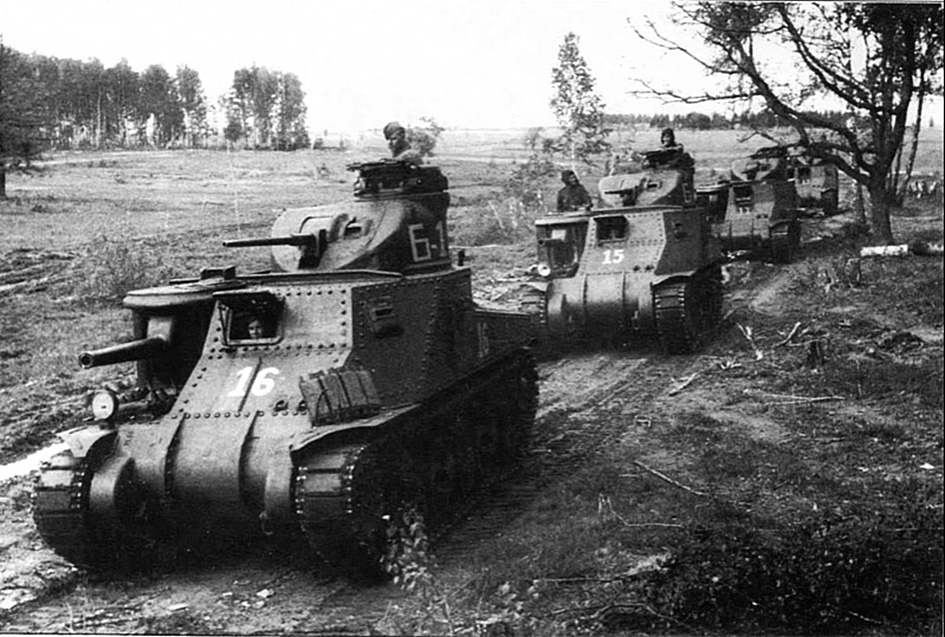
Une colonne de M3 soviétiques peu avant la bataille de Koursk.

L’URSS reçoit quelques M3 au début de l’année 1942, dont un exemplaire est testé en février à Koubinka avant leur envoi au front à partir de mai 1942 dans la 114e brigade blindée. Un grand nombre est détruit lors de l’échec d’une tentative d’assaut amphibie dans la baie d’Ozreyka le 4 février 1943, mais plusieurs dizaines sont toujours en service avec la 48e armée pendant la bataille de Koursk à l’été 1943. Au moins un M3 a également été utilisé dans la guerre contre le Japon en août 1945. En plus du M3, l’URSS a reçu 130 chars de dépannage M31, dont une partie a ensuite été transférée à la Pologne en 1944.
Le M3 semble avoir été peu apprécié par les Soviétiques, recevant des surnoms peu flatteurs, comme « dispositif d’incinération pour sept frères » ou « fosse commune pour sept ». L’auteur américain Steven Zaloga met cependant ces témoignages sur le compte de la propagande soviétique, qui aurait cherché à exacerber les défauts des véhicules étrangers pour mettre en valeur les chars locaux,. Le rapport des tests réalisés à Koubinka en février 1942 se montre ainsi plus nuancé : s’il critique le blindage et la haute stature du M3, il se montre en revanche appréciateur sur l’armement et l’ensemble moteur. Les critiques finissent toutefois par irriter les Américains, qui, de leur côté, reprochent aux Russes de ne pas leur renvoyer l’ascenseur, les Soviétiques se montrant avares en matière de communication d’informations sur leurs propres chars. Les tensions s’accroissent en octobre 1942 après la parution dans la presse américaine d’articles rapportant les propos de responsables soviétiques critiquant les chars américains, obligeant le général Beliaïev à insister sur les points positifs et à déclarer que « tous les chars possèdent des points faibles et des points forts » et qu’il « n’est pas juste d’en conclure que les chars américains ne sont pas bons ».

### Front du Pacifique

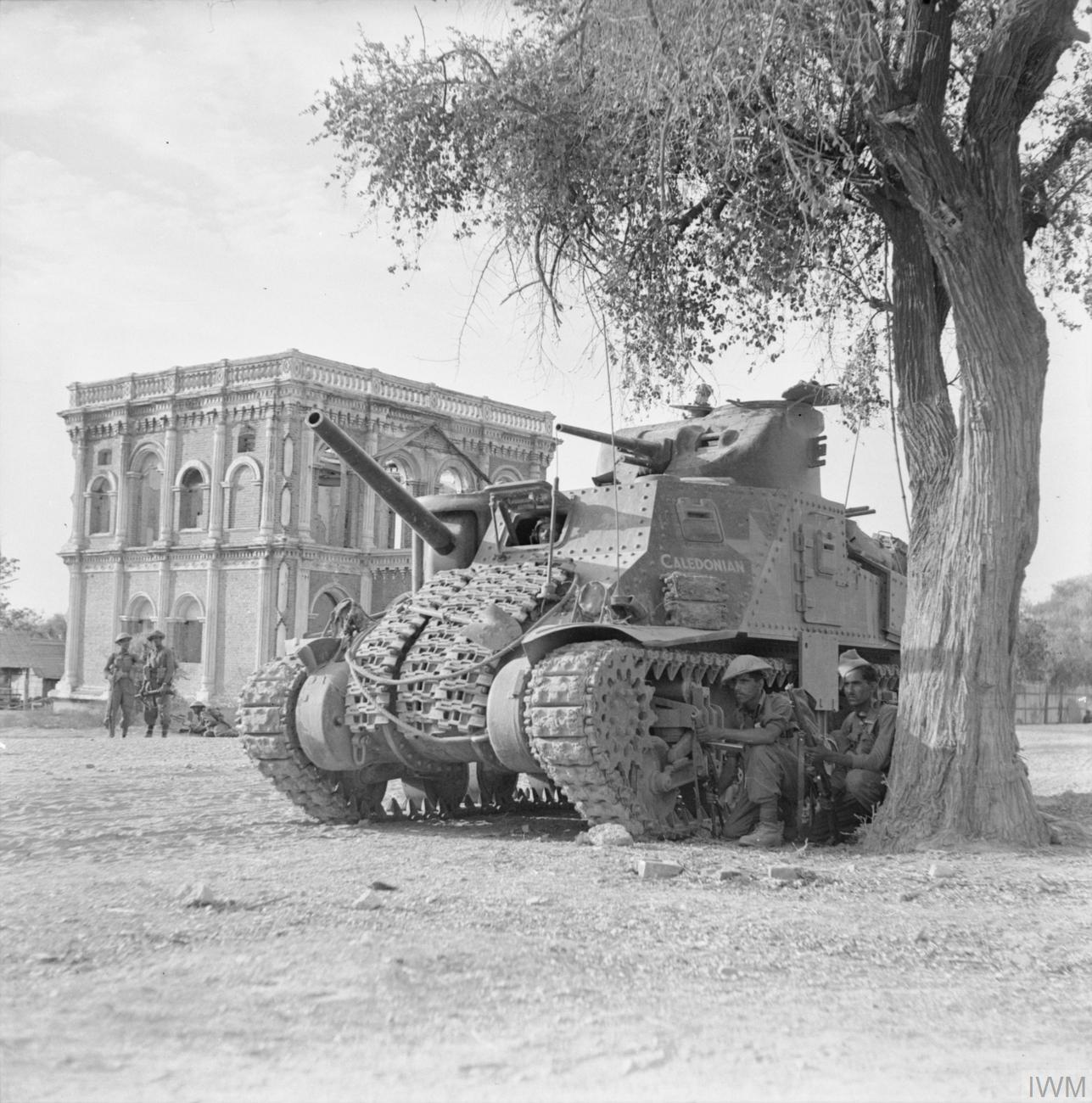
Un M3 à Mandalay en mars 1945.

Les forces du Commonwealth utilisent également le M3 en grandes quantités en Extrême-Orient contre les Japonais. En Birmanie, les Lee du 25th Dragoons participent à la deuxième attaque de l’Arakan en janvier 1944, puis jouent un rôle important le mois suivant pour repousser l'offensive Ha-gō puis celle de U-Go.
L’Australie reçoit également des M3, étant même prioritaire pour les expéditions en 1942 du fait du risque d’invasion japonaise. Ils sont cependant peu utilisés et seule une version modifiée avec une lame de bulldozer à l’avant est envoyée au combat à Balikpapan. De même, les États-Unis n’utilisent pratiquement pas le M3 sur le théâtre Pacifique, les Marines n’en étant pas équipés. Ils ne semblent ainsi avoir été utilisés au combat qu’une fois, en novembre 1943 sur l’île de Butaritari.
Les Japonais n’ont de leur côté que des chars légers et leur infanterie est mal équipée en armes antichar : en dehors de quelques canons de 47 mm, ils n’ont en effet à leur disposition que des mines magnétiques, qui se révèlent de surcroît efficaces uniquement lorsqu’elles sont appliquées sur le toit du véhicule et pour lesquelles une parade est rapidement trouvée. Les M3 constituent ainsi un atout important pour les forces du Commonwealth : leur canon de 75 mm leur permet de détruire sans grand risque les fortifications japonaises, qui auraient autrement décimé l’infanterie.

## Caractéristiques

### Motricité

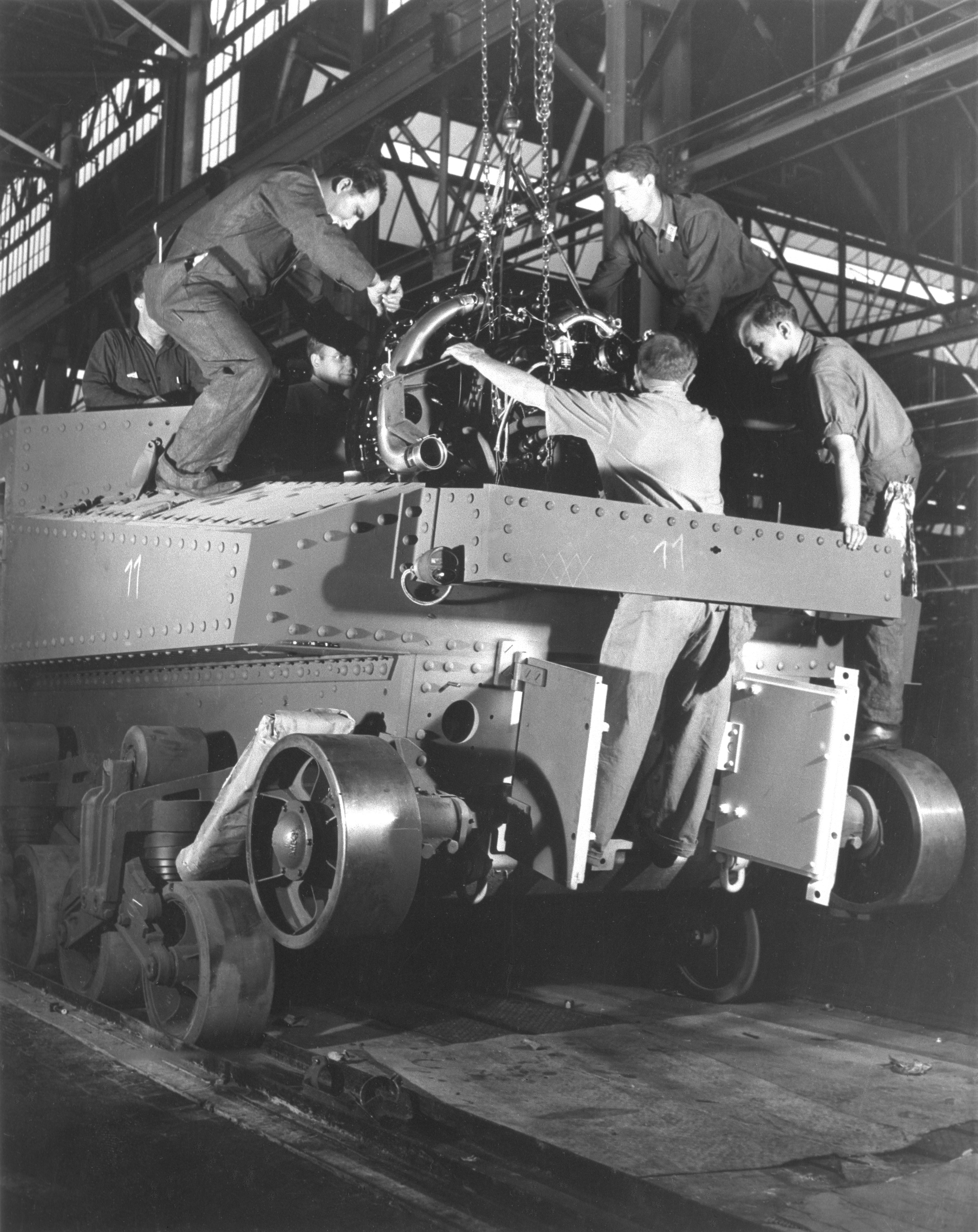
Insertion du moteur dans son compartiment sur la chaîne d’assemblage.

Les M3, M3A1 et M3A2 disposent d’un moteur en étoile à neuf cylindres Continental R-975-EC1 ou EC2. L'emploi de ce moteur s'avère problématique, dans le sens où il est également utilisé par l’aviation, ce qui conduit fréquemment à des pénuries. Un premier essai pour le remplacer par un moteur Diesel est réalisé sur le M3A1, mais la tentative est abandonnée après seulement vingt-huit véhicules, le moteur Guiberson T-1400-2 se révélant peu fiable. En mars 1942, un nouvel essai est couronné de succès avec le moteur General Motors Model 6046, constitué de deux moteurs de bus assemblés. Cette disposition donne naissance à deux versions : le M3A3, lorsque ce moteur est installé sur une caisse soudée, et M3A5 lorsqu'il est installé sur une caisse rivetée. De son côté, le M3A4, entré en production en juin 1942, est doté d'un moteur Chrysler A57 constitué de cinq moteurs de bus assemblés en étoile et développe 425 hp.
Le train de roulement est composé de trois bogies comptant deux galets porteurs amortis par des ressorts à volutes dans leur partie inférieure et un galet de guidage facilitant le retour de la chenille dans leur partie supérieure. Les chenilles mesurent 46 cm de large et comptent 158 maillons, sauf sur le M3A4, sur lequel elles sont plus longues avec 166 maillons. Le train de roulement se révéla longtemps problématique : conçu pour des engins considérablement plus légers que le M3, il est sujet à des pannes fréquentes, en particulier dans les conditions difficiles du combat dans le désert. Afin d’atténuer ce problème, les exemplaires de production tardive disposent de bogies modifiés, avec notamment des ressorts de suspension plus épais. La conception des maillons de chenilles, avec un patin en caoutchouc, n’est également pas sans poser problème : en hiver l’adhérence est très réduite sur la glace, amenant le char à déraper de manière incontrôlable. Cet inconvénient est par la suite résolu par le développement de crampons spéciaux se mettant à la place des patins en hiver. De leur côté les Russes adoptèrent une solution plus artisanale consistant à insérer des vis et des boulons dans le bloc de caoutchouc.

### Protection

#### Blindage
Le M3 a été assemblé avec différentes techniques selon les versions : les M3, M3A4 et M3A5 sont construits à base de plaques d'acier rivetées et les M3A2 et M3A3 de plaques soudées, tandis que la coque du M3A1 est coulée d'une seule pièce. Les véhicules à coque rivetée sont par conséquent les plus fréquents, mais présentent un inconvénient de taille : lors de l'impact de projectiles sur le blindage, la face intérieure des rivets a tendance à sauter, se transformant en éclats dangereux pour l’équipage.
En dehors de ce défaut, le blindage est correct en comparaison avec la plupart des blindés rencontrés au début de la campagne d’Afrique du Nord ou dans le Pacifique. Malgré un blindage latéral assez faible, l’avant est bien protégé, l'épaisseur étant équivalente à 11,11 cm en prenant en compte l'inclinaison du glacis, suffisant pour protéger des petits canons antichars allemands. La faiblesse majeure du M3 vient de sa propension à prendre feu et à exploser lorsqu’il est pénétré par un projectile. Cette vulnérabilité est liée à l'abondance de munitions stockées sans protection particulière partout dans le compartiment de combat, ainsi qu'à la minceur du blindage supposé protéger le moteur et les réservoirs de carburant.
Diverses mesures sont prises en cours de production pour tenter d’améliorer la protection. La modification la plus notable consiste en l’élimination des portes latérales, qui s’étaient montrées vulnérables même aux simples obus explosifs. De la même manière, les deux canons se voient doter de masques après qu’il eut été constaté que les impacts de tirs d’armes légères sur la surface de rotation causent des déformations bloquant le mouvement de la monture. Des solutions sont par ailleurs parfois improvisées sur le terrain, notamment en Birmanie où, afin de faire face à l’usage intensif par les Japonais de mines magnétiques dans des attaques suicides, les Britanniques tendent du grillage ou soudent des plaques d’acier et des maillons de chenille par-dessus les points les plus sensibles.

#### Peinture et marquages

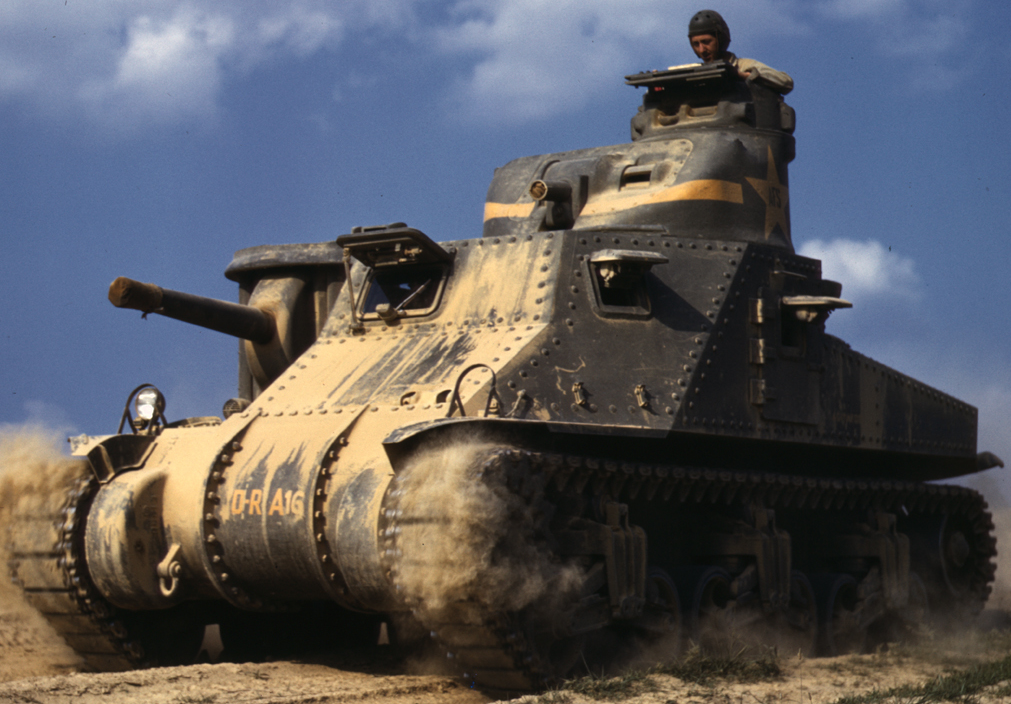
M3 avec les marquages jaunes de l’Armored Force photographié à l’entraînement en juin 1942.

À sa sortie d’usine, l’extérieur du M3 est intégralement peint en vert olive mat, y compris pour les véhicules destinés aux Britanniques et aux Russes. Diverses solutions sont toutefois adoptées sur certains théâtres d’opération, notamment dans le désert, la neige et en Extrême-Orient, afin de camoufler plus efficacement le char. Après l’utilisation d’expédients rudimentaires, comme barbouiller les véhicules de boue, les Britanniques commencent à partir de 1943 à repeindre leurs chars engagés en Afrique dans un ton beige clair (BSC nº61) et ceux présents en Birmanie en vert jungle (SCC13).
Une partie des M3 est peinte à l’automne 1941 avec l’insigne de l’Army Ground Forces, à savoir une étoile à cinq branches blanche inscrite dans un cercle rouge et dotée en son centre d’un rond bleu. Ce motif est toutefois rapidement abandonné après le début de la guerre contre le Japon en raison du risque de confusion avec le Hinomaru utilisé par les Japonais. Bien que l’Army Ground Forces ait adopté dès le début de l’année 1942 l’étoile blanche comme nouvel emblème, l’Armored Force met en place de son côté un marquage constitué de la même étoile, mais jaune, à partir de laquelle part une bande de la même couleur faisant le tour de la tourelle. Supposé être moins visible que l’étoile blanche, ce dernier reste toutefois peu usité.

### Armement et équipement

#### Armement principal

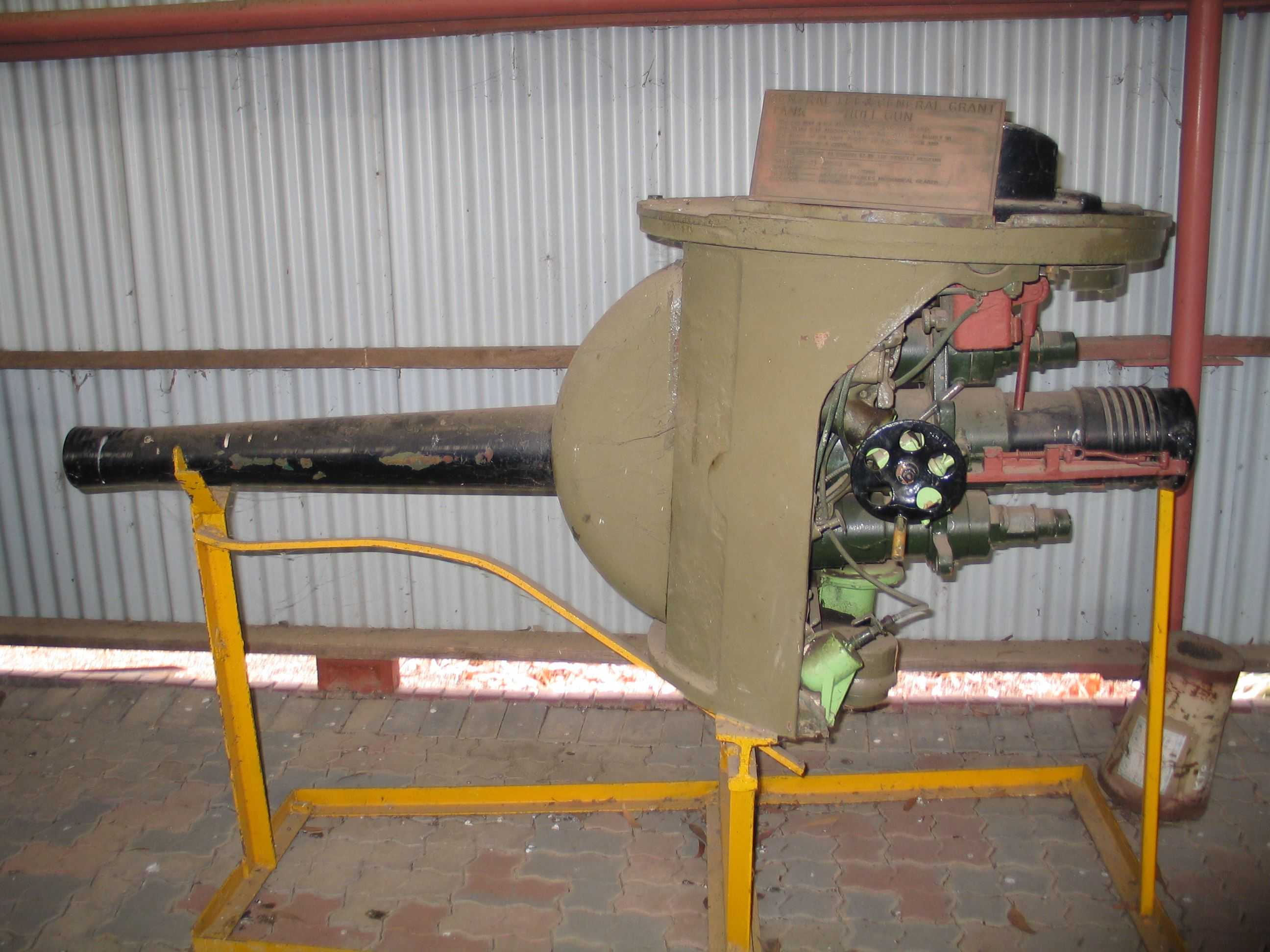
Le canon de 75 mm et sa monture.

L’armement principal du M3 est un canon M2 de 75 mm, couplé à une monture M1 et installé dans une casemate décentrée à droite de la caisse. Le M2 est un canon court à faible vélocité ayant été conçu pour le support de l'infanterie plutôt que pour les combats de char. Afin de corriger ce problème, une version améliorée, le M3, est adoptée le 24 juin 1941. Cette nouvelle arme dispose d’un canon plus long, augmentant donc la vitesse de sortie de bouche des obus, et d'un mécanisme de culasse amélioré. Celle-ci s'ouvre tout seule après le tir et se verrouille automatiquement lorsqu'un nouvel obus y est inséré. Du fait du nombre limité de canons M3 disponibles, le M2 continue toutefois d'être installé sur certains véhicules neufs jusqu'à la fin de la production.
Initialement dépourvu de stabilisateur, le M2 en reçoit un à partir de novembre 1941, permettant la stabilisation sur un axe. Ce dispositif requiert cependant l'installation d'un contrepoids à l'extrémité du canon pour mieux équilibrer l'arme. Le M3 est stabilisé dès l'origine et n’a pas besoin de contrepoids du fait de la longueur plus importante du tube déportant le point d'équilibre vers l'avant. La monture est la même pour les deux versions et permet une élévation de +20°, une dépression de −9° et une traverse de 15° de chaque côté de l’axe. L’emport en munition pour ce canon est de quarante-six obus, quatre types étant disponibles : le M72 AP-T et son remplaçant le M61 APC-T sont des obus perforants destinés à être employés contre les chars, le M48 HE est un obus explosif destiné à l’attaque de l’infanterie et des cibles non blindées tandis que le M83 est un obus fumigène.

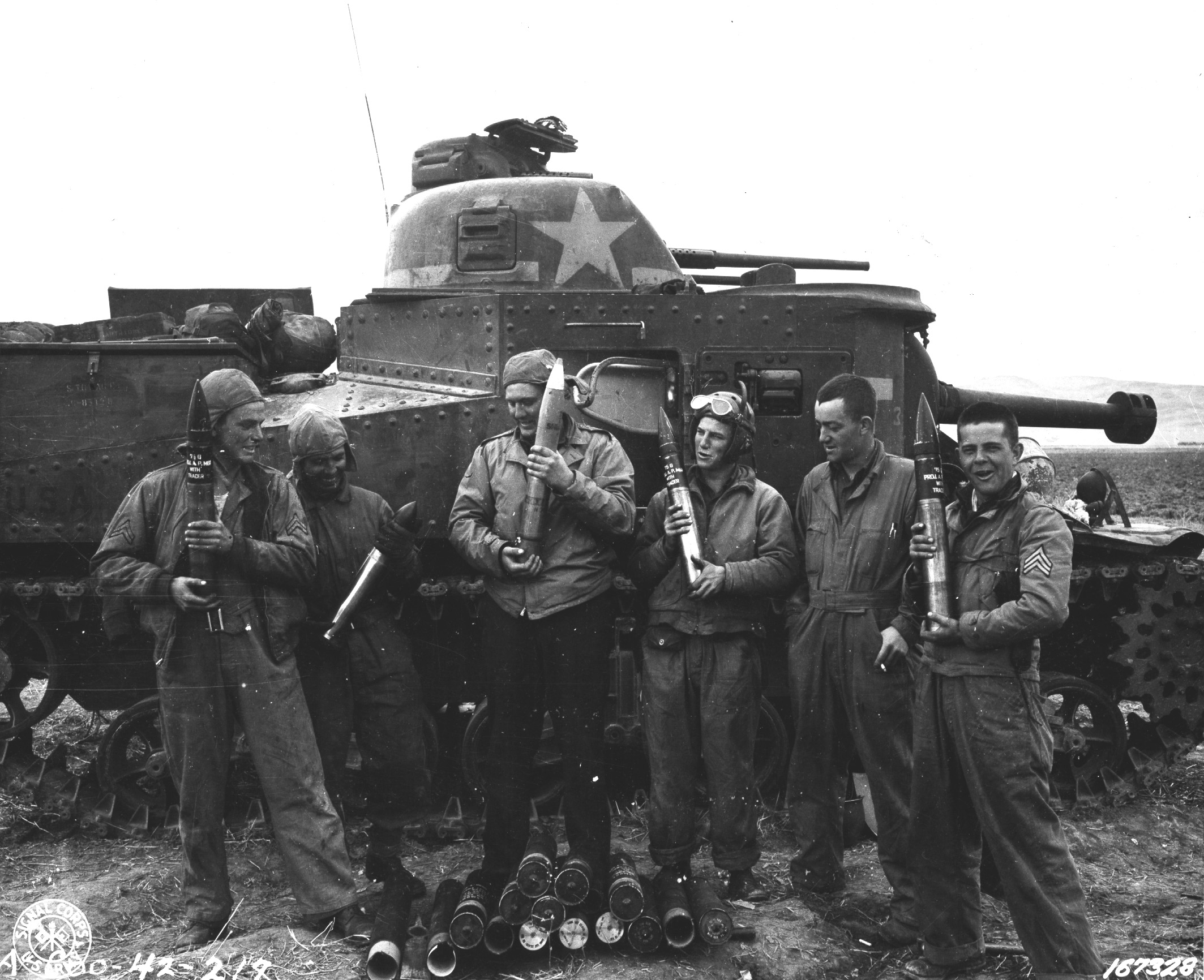
L'équipage d'un M3 présentant les obus utilisés.

Le M3 est aussi équipé d'un canon de 37 mm disposé dans une tourelle décentrée sur la gauche de la caisse. Ce canon aurait dû être sur tous les véhicules la version M6, adoptée le 14 novembre 1940 et doté d'une culasse automatique. Les pénuries firent toutefois que, là encore, certains exemplaires furent dotés de l'ancien M5, moins performant,. De même, le M6 est stabilisé dès l'origine, tandis que l’ajout d’un stabilisateur sur le M5 a nécessité l’addition d’un contrepoids en dessous du tube. Le pointage en élévation est assuré manuellement entre +60° et −7° tandis que la traverse de la tourelle s'effectue par un système hydraulique, avec un dispositif de secours manuel en cas de panne. L’approvisionnement standard du canon de 37 mm est de 178 obus, pouvant être des obus perforants M52 APC, explosifs M63 HE ; la performance de ces derniers étant limitée contre l’infanterie, le canon pouvait également tirer le M2, un obus antipersonnel fonctionnant selon le principe de la boîte à mitraille.
La disposition de l'armement principal se révéla problématique : alors qu’un char classique peut s'abriter derrière une élévation de terrain en laissant juste sa tourelle dépasser, le M3 est obligé de se dévoiler sur les trois quarts de sa hauteur pour pouvoir utiliser son canon de 75 mm. Il est alors particulièrement visible et vulnérable du fait de sa haute stature. Cela contribue également à rendre le véhicule peu manœuvrant et représente un danger majeur en cas d’attaque par les flancs, le char devant pivoter pour affronter la menace. Enfin, lors d’un repli, le canon principal ne peut pas être facilement utilisé, sauf à faire marche arrière à l’aveugle et à vitesse réduite.

#### Armement secondaire
Le M3 conserve des expérimentations des années 1930 un nombre important de mitrailleuses Browning 1919, à savoir deux installées dans une monture jumelée en proue, une coaxiale au canon de 37 mm et une montée dans la coupole coiffant la tourelle. Les Britanniques considérant que cette dernière surhaussait inutilement le profil déjà élevé du véhicule, la coupole et sa mitrailleuse sont supprimées dès l’origine sur la variante Grant. Celles présentes sur la variante Lee sont parfois également retirées directement sur le terrain dans les ateliers des unités,.
Le projet d’origine du M3 comportait encore davantage de mitrailleuses, avec notamment deux installées à l’avant gauche et à l’avant droit, sur le modèle du M2. Ces mitrailleuses sont toutefois éliminées lors de la phase de conception et remplacées par de simples sabords. Les mitrailleuses de proue étant peu pratiques, il est proposé de les supprimer en juin 1942, mais finalement seule une des deux est retirée.
En plus des mitrailleuses, la dotation réglementaire du char comprend deux pistolets-mitrailleurs Thompson avec 1 200 cartouches, six pistolets, dix grenades, décomposées en quatre grenades à fragmentation MkII, quatre grenades offensives Mk III et deux grenades fumigènes AN-M8. Afin de pouvoir détruire le véhicule en cas d’abandon, deux charges M14 sont également présentes à bord.

#### Équipement électronique
L’équipement radio des M3 américains est composé d’un émetteur-récepteur FM SCR-528 pour les chars des commandants de peloton et d’un récepteur SCR-538 pour les autres. L’émetteur transmet sur une bande de fréquences bien distincte de celles des radios de l’infanterie pour éviter les interférences et a une portée théorique de 24 km, bien qu’en pratique celle-ci ne dépasse généralement pas 8 km. La modification de la tourelle sur le Grant répond au besoin de disposer d’une radio utilisable par le chef de char. Celle-ci est un modèle 19 britannique, dont les deux antennes sont installées sur le toit de la tourelle.

### Équipage

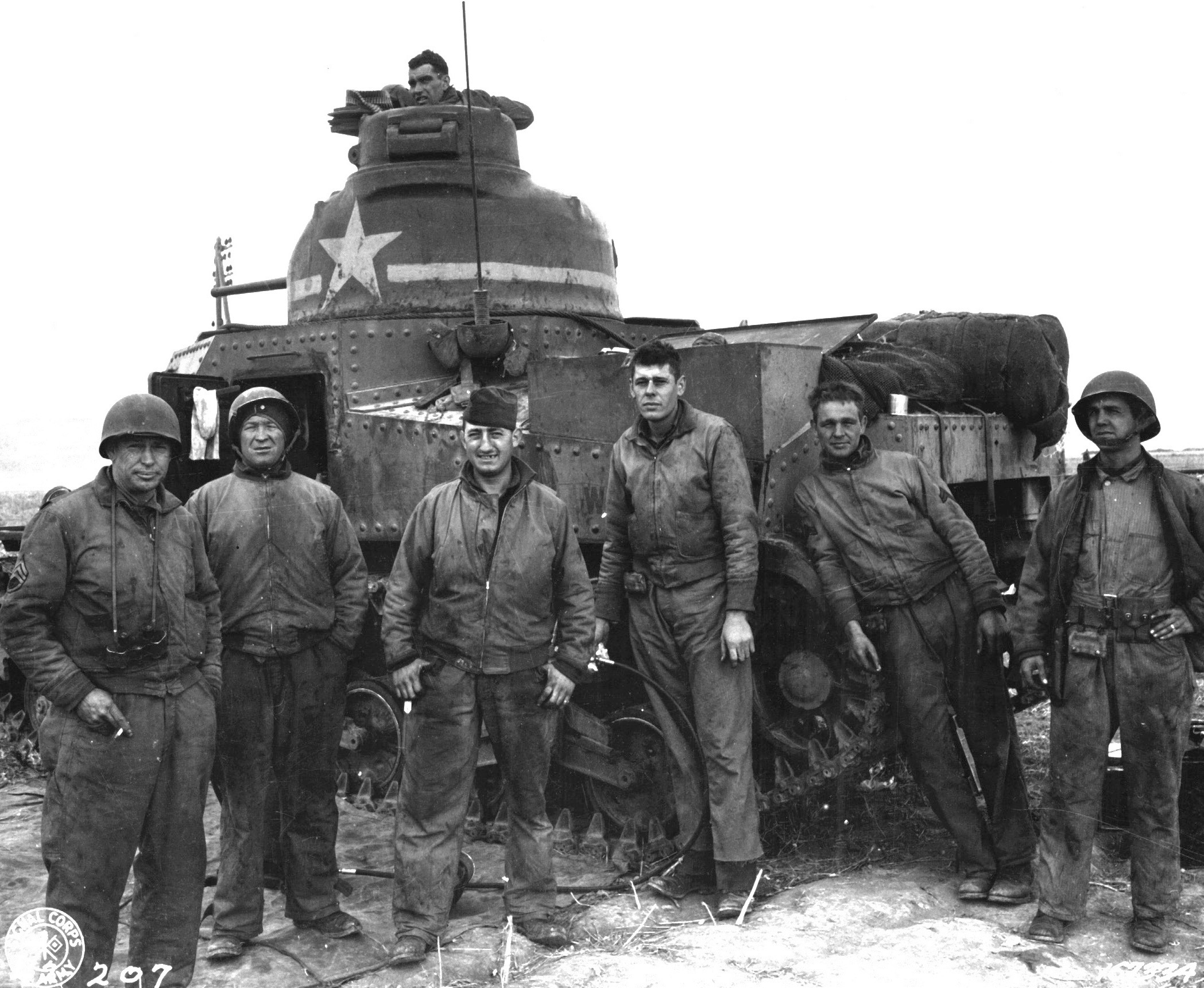
Équipage d’un M3 américain.

La tourelle abrite trois hommes, qui sont séparés du reste de l’équipage par un bouclier. Le chef de char prend place dans le tourelleau et est responsable du véhicule. Il indique la route au conducteur, les cibles aux tireurs en précisant le type de munition et donne le signal de faire feu. En dessous de lui, installé au niveau du plancher, se trouve le tireur du canon de 37 mm qui est aussi responsable de la maintenance du canon et des munitions. Le chargeur du canon est positionné en face de ce dernier, il est également responsable de la mitrailleuse coaxiale. Le rapport des tests réalisés par les Soviétiques à Koubinka en février 1942 évoque la possibilité de transporter en même temps que l’équipage jusqu’à dix fantassins à bord, qui peuvent ensuite rapidement débarquer par les portes latérales. Il n’est toutefois pas établi si cette tactique a effectivement été utilisée au combat.
Le tireur du canon de 75 mm prend place dans la casemate, à droite de l'arme, et remplace le chef de char si ce dernier n'est plus en mesure de diriger. Tout comme son collègue du canon de 37 mm, il est responsable de la maintenance de son arme et des munitions. En face de lui se trouve le chargeur ; initialement le siège de ce dernier était attribué au radio, mais l'emplacement a rapidement été dévolu à un chargeur lorsqu’il est apparu que le tireur ne pouvait s'occuper efficacement seul du canon. La tâche de radio est alors confiée au conducteur ou, plus rarement, à un septième homme.
Le conducteur est en général le troisième homme dans l'ordre des grades. Sa position en hauteur lui offre une meilleure visibilité mais le rend également plus vulnérable aux tirs adverses. Dans l'ensemble, la conduite est délicate du fait que le pointage du canon de 75 mm s'effectue en grande partie en tournant le véhicule. Cela impose au conducteur d'être en permanence réactif et attentif aux consignes du chef de char. Il est par ailleurs la plupart du temps surchargé de travail, devant également manipuler les mitrailleuses de proue et s'occuper parfois aussi de la radio. Ce problème est atténué sur la version Grant, dans laquelle la radio est déplacée en tourelle et à la charge du chef de char, tandis que les mitrailleuses de proue sont souvent retirées.

## Bilan opérationnel
Indéniablement, le M3 souffre en opérations d'un certain nombre de problèmes dus à sa conception hâtive et au manque d'expérience des Américains dans ce domaine. Le canon situé en tourelle est trop peu puissant pour être vraiment utile tandis que celui monté en casemate est peu pratique à l'usage. Le char est très haut ce qui le rend visible de loin. Enfin, en raison de la disposition de ses réserves de munitions, le M3 a une fâcheuse tendance à exploser lorsqu'il est touché. Néanmoins, son entrée en service rapide permet aux Alliés de disposer dès juin 1941 d'un char considérablement mieux armé que ses opposants, élément décisif des batailles de la campagne d'Afrique du Nord. Par ailleurs, l'expérience acquise avec le M3 se montre précieuse dans la mise au point du M4. Les retours du terrain permettent de corriger en amont certains défauts de conception de ce dernier. Ainsi, sans le M3, le Sherman aurait probablement nécessité davantage de temps pour être produit et souffert de davantage de problèmes de jeunesse.

## Variantes

### Ram

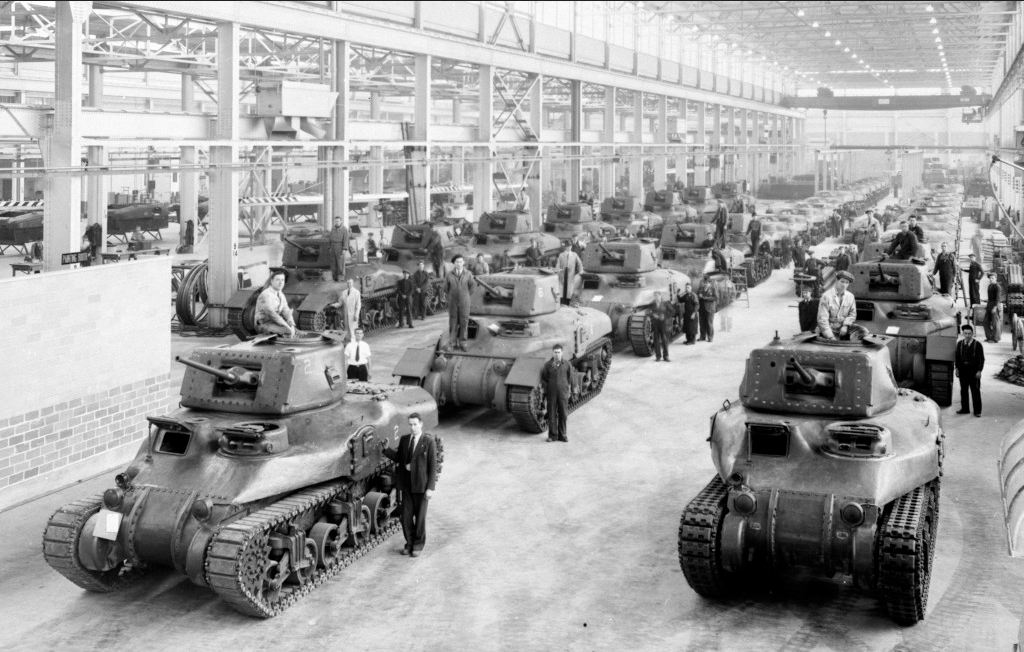
Ligne de production de tanks Ram au Montreal Locomotive Works

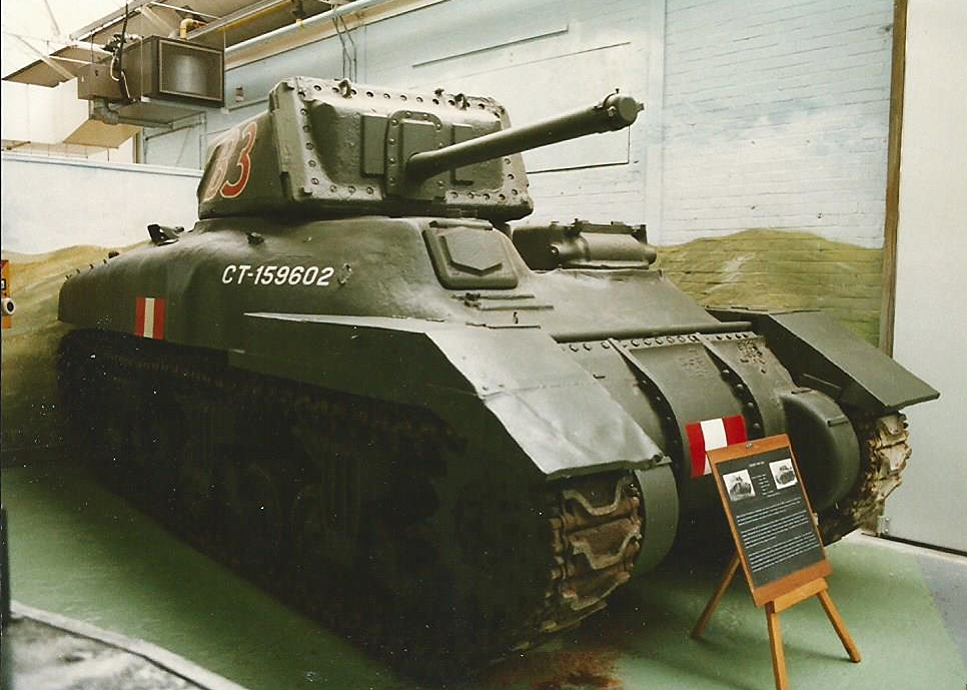
Tank Ram Mk.II

N’étant pas satisfaits du Grant, les Britanniques élaborent en collaboration avec les Canadiens un char reprenant son système de propulsion, mais dont la coque et la tourelle sont de conception différente. Un prototype est produit au Montreal Locomotive Works en juin 1941 avec un canon de 2 livres et nommé Ram I. À partir de janvier 1942, celui-ci est remplacé par le Ram II, avec cette fois un canon de 6 livres. La production du Ram s’arrête en 1943 lorsque le Sherman le remplace et il n’a jamais été utilisé au combat, n’ayant servi que pour l’entraînement. Certaines de ses variantes sont toutefois utilisées en Afrique du Nord, notamment une conversion en poste de commandement blindé mobile.

### Véhicules de dépannage et d’ingénieur

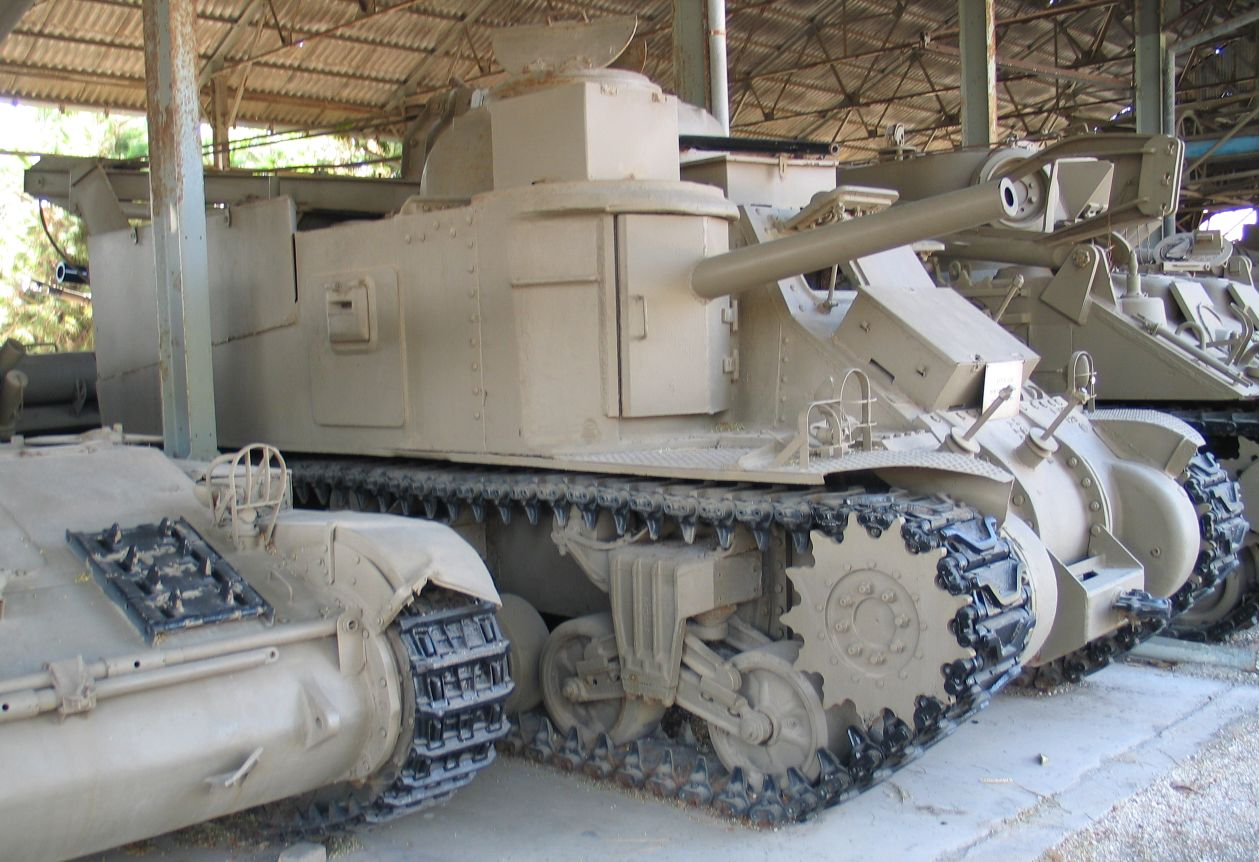
M31 TRV avec canon factice.

Les combats de 1942 mettent en évidence que l’armée américaine manque d’un véhicule permettant de récupérer les chars endommagés sur le champ de bataille. Un programme de conversion est lancé en septembre 1942, étant donné que les M3 sont en cours de remplacement et qu’un important stock de ceux-ci est donc disponible. D’abord appelé T2 TRV, pour Tank Recovery Vehicle, il reçoit à partir d’août 1943 différentes désignations selon le châssis : M31 pour les véhicules construits à partir du M3 de base, M31B1 pour ceux utilisant le M3A3 et M31B2 pour ceux dotés du châssis du M3A5. La conversion commence chez Baldwin en octobre 1942 et la demande est telle qu’après avoir converti 659 anciens chars, l’entreprise doit produire 150 châssis neufs pour y répondre. Le canon de 37 mm du M31 est remplacé par une grue dotée d’un treuil de 30 t. Afin de disposer de meilleures performances, le canon de 75 mm est supprimé pour alléger le char, un canon factice servant alors à dissimuler le caractère inoffensif du véhicule.
L’armée américaine conduit également des essais à partir de 1943 pour convertir des M3 en véhicule de déminage. Ces tests aboutissent au T1E1 Earthworm, un dispositif constitué de rouleaux se montant à l’avant du char. Quelques chars sont équipés et prennent le nom de M32, mais le concept se révèle peu efficace et les troupes sur le terrain ont plutôt recours à des solutions improvisées utilisant des explosifs pour dégager un chemin à travers les champs de mines.
Les Britanniques procèdent également de leur côté à des conversions en véhicule de dépannage, en retirant la tourelle pour la remplacer par un treuil. Ce véhicule est alors appelé Grant ARV I, même lorsque le châssis d’origine est celui d’un Lee. Le M31 est par ailleurs lui aussi employé par l’armée britannique sous le nom de Grant ARV II. Le déminage n’est pas en reste, avec le Grant Scorpion III, un M3 doté d’un fléau à l’avant. Il sert à la fin de la campagne d’Afrique du Nord et au début de celle d’Italie, avant d’être remplacé par des dispositifs équivalents montés sur le M4.
Des essais sont également réalisés en août 1942 afin d’équiper le véhicule d’un lance-flammes E3, amélioration du E2 qui avait déjà été testée sur le M2 en 1940. Bien que cette conversion ait été mieux réussie que la précédente, elle ne suscite pas d’intérêt et le projet reste sans suite.

### Artillerie autopropulsée

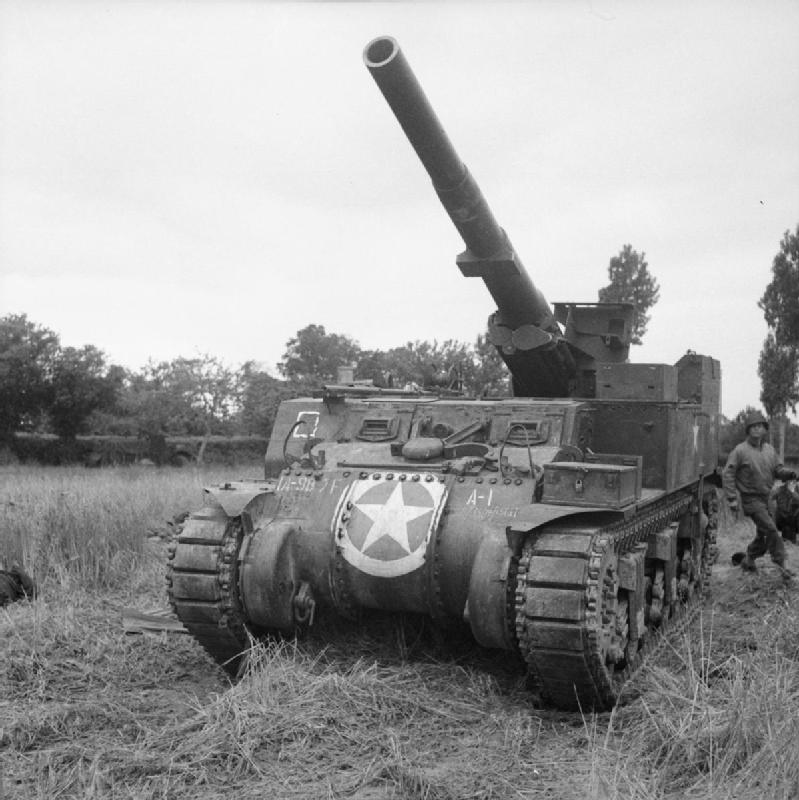
M12 dans la région de Bayeux le 10 juin 1944.

L’armée américaine commence à développer en octobre 1941 un obusier sur châssis de char M3, dans le but de mécaniser l’artillerie destinée aux divisions blindées. Deux véhicules d’évaluation, nommés T32 105mm HMC, commencent leurs essais en février 1942. Après quelques modifications mineures, comme l’ajout d’une mitrailleuse M2, l’engin est accepté pour le service en avril 1942. Véhicule d’artillerie autopropulsée le plus employé par les États-Unis pendant la Seconde Guerre mondiale, le châssis du M7 est peu à peu modifié en cours de production pour se rapprocher de celui du M4, faisant du M7 une variante à la fois du M3 et du M4.
Avant le M7, le développement d’un engin similaire a débuté en juin 1941 en utilisant une pièce plus lourde : le canon de 155 mm GPF français de la Première Guerre mondiale. Nommé T6 155mm GMC, le prototype commence ses essais en février 1942 et entre en production en septembre à la Pressed Steel Car Company, sous le nom de M12. En complément, un transporteur de munitions, le M30, est également développé sur la base du M3. Étant donné le peu de canons de ce type disponibles et le manque d’intérêt exprimé par les différentes branches de l’armée, la production est arrêtée en mars 1943. Les forces d’artillerie s'y intéressent finalement en décembre 1943 en prévision du débarquement en France et une partie des véhicules produits est modernisée par Baldwin, rapprochant le châssis de celui du M4.

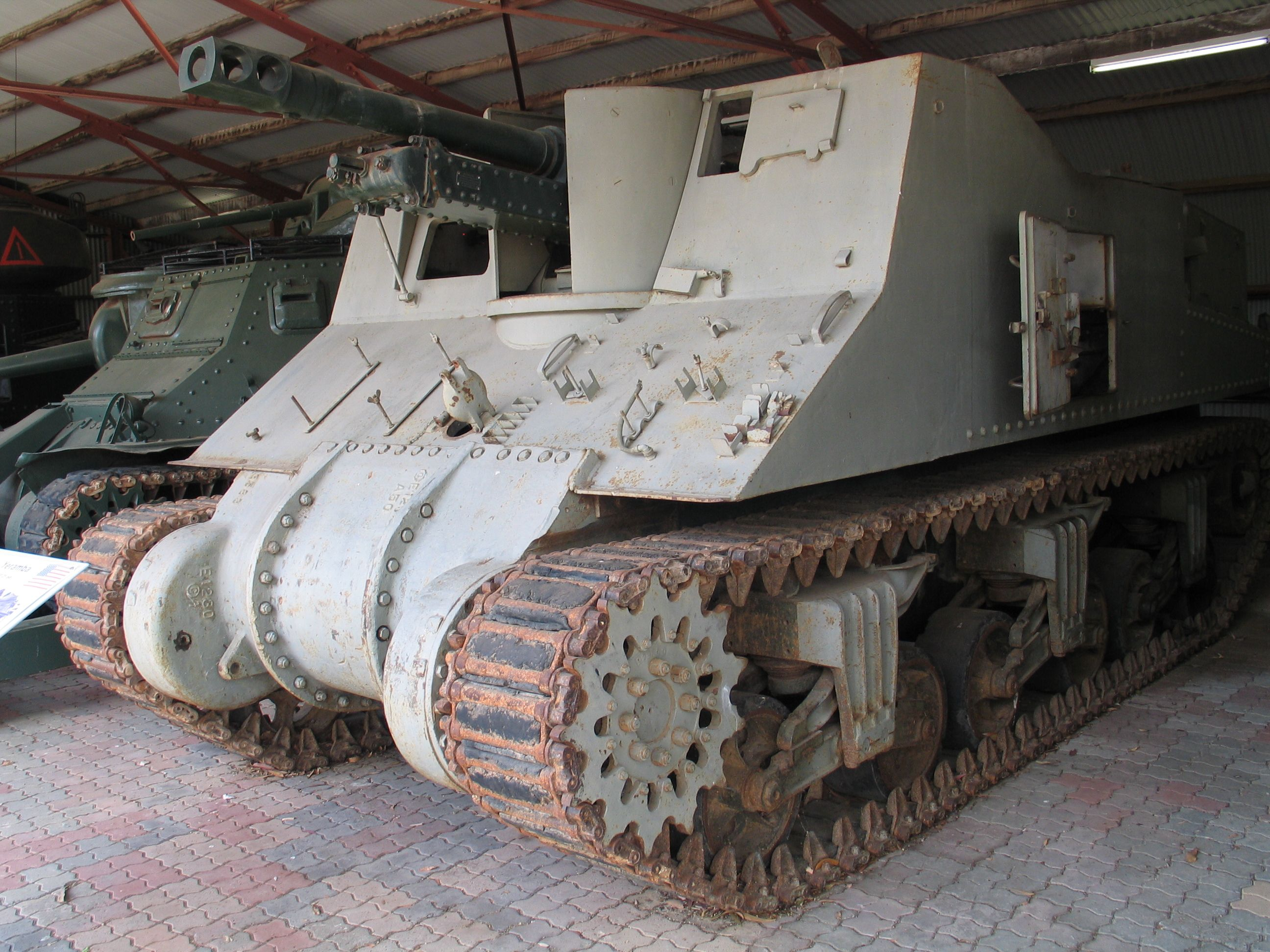
Yaramba exposé au Royal Australian Armoured Corps Tank Museum.

Une tentative de réaliser un chasseur de chars sur la base du châssis du M3 est lancée en septembre 1941. Nommé T24 3-inch GMC et composé du canon antiaérien M1918 de trois pouces monté au centre du châssis, le prototype commence ses essais en novembre. Ceux-ci amènent à monter le canon différemment pour abaisser le centre de gravité et le deuxième véhicule d'essai, nommé T40, est accepté pour le service en mai 1942 sous la désignation M9 3-in GMC. Du fait du manque de canons de ce type et de l’arrivée entre-temps du M10, à la conception bien plus pratique, il ne sera jamais produit. Les essais pour concevoir un véhicule antiaérien à partir du M3 ne rencontrent pas plus de succès. Le T26 75mm GMC échoue à cause des mauvaises performances de son canon et le T36 40mm GMC en raison des difficultés dans le développement des optiques de visée.
De leur côté, les Britanniques entament le développement d'un véhicule proche du M7 mais utilisant leur canon de 25-pdr. L'avancée des Canadiens dans la mise au point d'un engin similaire sur la base du châssis du Ram, le Sexton, met cependant fin à ce projet. En 1949, les Australiens créent une quasi-copie du Sexton en utilisant des châssis de Grant III. Ce véhicule, appelé Yaramba, n'est produit qu’à treize exemplaires et utilisé seulement quelques années avant d’être retiré du service en 1956.

### Canal Defence Light

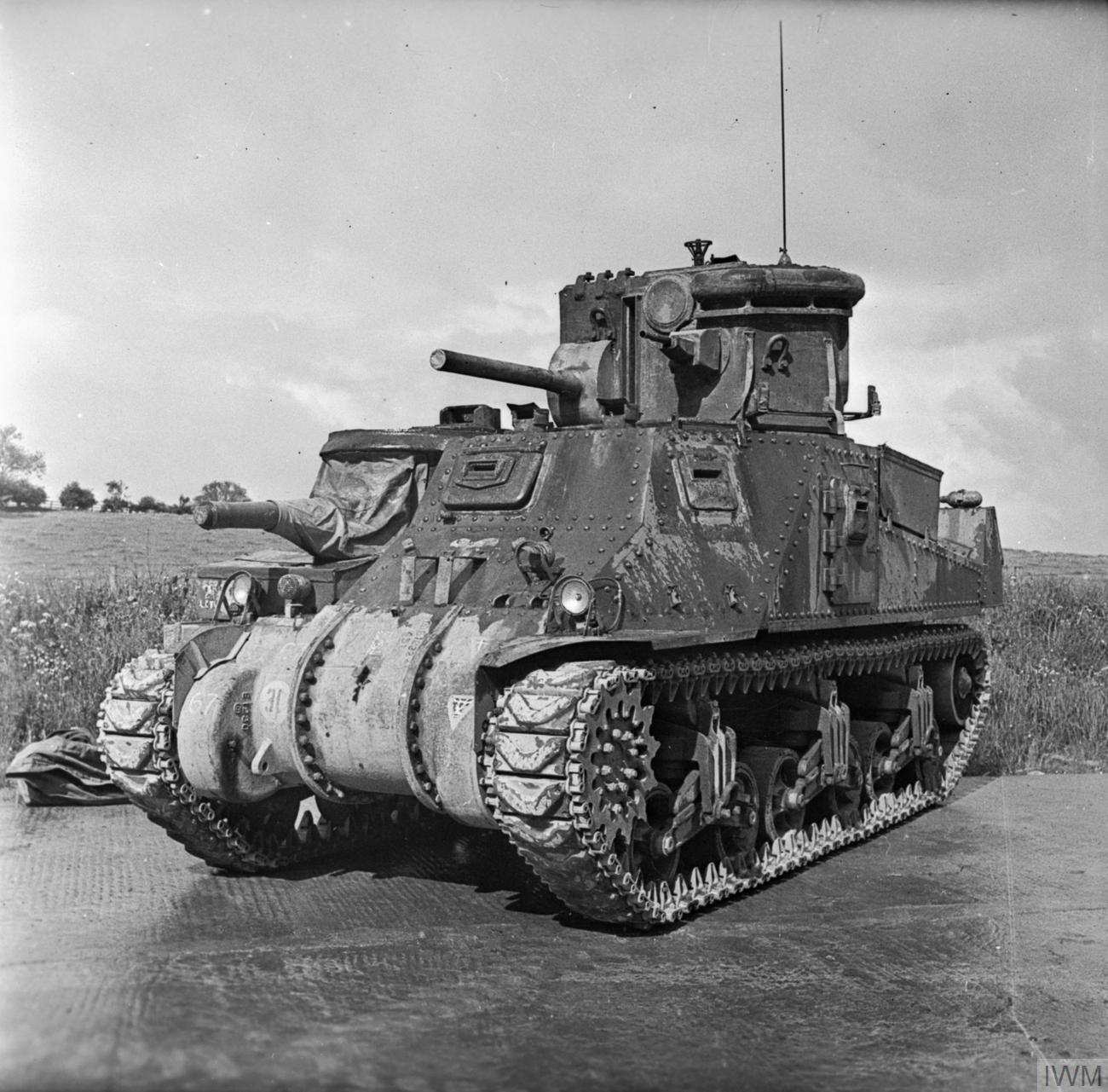
Canal Defence Light britannique.

Les Britanniques conçoivent en secret dans les années 1930 une tourelle spéciale destinée au combat de nuit, sous le nom de code Canal Defence Light. Équipée d’un puissant projecteur, cette tourelle est destinée non seulement à éclairer et aveugler l'adversaire, mais aussi à le désorienter par l’utilisation d’un mode stroboscopique et de filtres colorés. Originellement destinée au Mathilda, elle fut finalement employée sur le M3, la présence du canon de 75 mm permettant de ne pas laisser le char sans défense, la tourelle étant seulement équipée d’un canon factice et d’une mitrailleuse. L’arme ayant été présentée aux Américains en octobre 1942, ceux-ci en réalisent une copie appelée T10 Shop Tractor ou Leaflet destinée à être installée sur des M3A1, la conversion étant confiée à ALCO.
Au total, 300 tourelles sont produites par les Britanniques et mises en service au sein de la 79th Armoured Division tandis que du côté américain, 497 exemplaires sont produits afin d’équiper six bataillons. L’arme est toutefois peu employée du fait du secret qui l’entoure et la plupart des CDL sont finalement transformés en M3 conventionnels. Seuls quelques exemplaires sont finalement utilisés en 1945 pour défendre les ponts du Rhin que les Allemands essayent de détruire lors d’attaques nocturnes.

### Liste des utilisateurs
| Pays                                    | Nombre d’exemplaires                    | Années de service                      | Remarques |
| --------------------------------------- | --------------------------------------- | -------------------------------------- | --- |
| Australie                               | 757 (fin 1942)                          | 1942 - octobre 1955.                   | Grande diversité dans les versions utilisées, auxquelles s’ajoutent des modifications locales.                                |
| Brésil                                  | 104 (vers 1944) ou 96 selon les sources | 1941 ou 1942 - fin des années 1950     | M3 et M31 TRV. Jamais utilisés au combat. Quelques exemplaires modifiés localement.                                           |
| Canada                                  | Au moins 47 (mai 1942)                  | automne 1941 - 1942                    | En service dans la 5th Armored Division pour compenser le manque de Ram. Jamais utilisé au combat.                            |
| Comité français de libération nationale | Au moins 51 (mars 1943)                 | Entrée en service en 1943              | Véhicules laissés aux Français par les Américains à la fin de la campagne d’Afrique. Uniquement utilisés pour l’entraînement. |
| États-Unis                              | 1 921                                   | 1941-1944                              | |
| Paraguay                                | nd                                      | Entrée en service dans les années 1950 | Véhicules obtenus du Brésil.                                                                                                  |
| Royaume-Uni                             | 2 855 ou 2 887.                         |                                        | Ce nombre comprend les véhicules destinés à l’Australie.                                                                      |
| Union soviétique                        | 1 386 (maximum théorique)               | avant mai 1942 - après août 1945       | Seuls 976 sont arrivés à destination, 410 ayant été perdus lors du convoyage.                                                 |

### Chiffres de production
| Année                                      | 1941  | 1942  | 1942  | 1942  | 1942  | 1942  | 1942  | Total par usine |
| Modèle                                     | M3    | M3    | M3A1  | M3A2  | M3A3  | M3A4  | M3A5  | Total par usine |
| ------------------------------------------ | ----- | ----- | ----- | ----- | ----- | ----- | ----- | --------------- |
| American Locomotive Company                | 224   | 161   | 300   |       |       |       |       | 685             |
| Baldwin Locomotive Works                   | 164   | 131   |       | 12    | 322   |       | 591   | 1 220           |
| Detroit Tank Arsenal                       | 729   | 2 514 |       |       |       | 109   |       | 3 352           |
| Pressed Steel Car Company                  | 104   | 397   |       |       |       |       |       | 501             |
| Pullman-Standard Car Manufacturing Company | 121   | 379   |       |       |       |       |       | 500             |
| Total par modèle                           | 4 924 | 4 924 | 300   | 12    | 322   | 109   | 591   | 6 258           |
| Total par année                            | 1 342 | 4 916 | 4 916 | 4 916 | 4 916 | 4 916 | 4 916 | 6 258           |

### Équivalence des noms de version
| Entrée en production              | Type de moteur | États-Unis | Commonwealth : tourelle américaine | Commonwealth : tourelle britannique | URSS |
| --------------------------------- | -------------- | ---------- | ---------------------------------- | ----------------------------------- | ---- |
| juin 1941 (juillet pour le Grant) | Essence        | M3         | General Lee I                      | General Grant I                     | M3S  |
| janvier 1942                      | Essence        | M3A2       | General Lee III                    | General Grant III                   | -    |
| janvier 1942                      | Diesel         | M3A3       | General Lee VII                    | General Grant VII                   | -    |
| janvier 1942                      | Diesel         | M3A5       | General Lee IX                     | General Grant IX                    | -    |
| février 1942                      | Essence        | M3A1       | General Lee II                     | General Grant II (non produit)      | -    |
| non produit                       | Diesel         | M3         | General Lee IV                     | General Grant IV                    | -    |
| 1942                              | Diesel         | M3A1       | General Lee V                      | General Grant V                     | -    |
| non produit                       | Diesel         | M3A2       | General Lee VI                     | General Grant VI                    | -    |
| juin 1942                         | Essence        | M3A4       | General Lee VIII                   | General Grant VIII (non produit)    | -    |

### Données techniques
| Modèle                        | M3                            | M3A1                          | M3A2                          | M3A3                          | M3A4                          | M3A5                          |
| ----------------------------- | ----------------------------- | ----------------------------- | ----------------------------- | ----------------------------- | ----------------------------- | ----------------------------- |
| Équipage                      | 6-7                           | 6-7                           | 6-7                           | 6-7                           | 6-7                           | 6-7                           |
| Longueur hors-tout (canon M2) | 5,64 m                        | 5,64 m                        | 5,64 m                        | 5,64 m                        | 6,15 m                        | 5,64 m                        |
| Longueur hors-tout (canon M3) | 6,12 m                        | 6,12 m                        | 6,12 m                        | 6,12 m                        | 6,63 m                        | 6,12 m                        |
| Longueur caisse               | 5,64 m                        | 5,64 m                        | 5,64 m                        | 5,64 m                        | 6,15 m                        | 5,64 m                        |
| Largeur hors tout             | 2,72 m                        | 2,72 m                        | 2,72 m                        | 2,72 m                        | 2,64 m                        | 2,72 m                        |
| Hauteur                       | 3,12 m (Lee) / 3,02 m (Grant) | 3,12 m (Lee) / 3,02 m (Grant) | 3,12 m (Lee) / 3,02 m (Grant) | 3,12 m (Lee) / 3,02 m (Grant) | 3,12 m (Lee) / 3,02 m (Grant) | 3,12 m (Lee) / 3,02 m (Grant) |
| Garde au sol                  | 0,43 m                        | 0,43 m                        | 0,43 m                        | 0,43 m                        | 0,41 m                        | 0,43 m                        |
| Masse à vide                  | 26 036 kg                     | 26 717 kg                     | 25 537 kg                     | 26 762 kg                     | 27 216 kg                     | 27 216 kg                     |
| Masse en ordre de combat      | 27 896 kg                     | 28 576 kg                     | 27 397 kg                     | 28 576 kg                     | 29 030 kg                     | 29 030 kg                     |
| Pression au sol               | 0,88 kg/cm2                   | 0,90 kg/cm2                   | 0,87 kg/cm2                   | 0,85 kg/cm2                   | 0,92 kg/cm2                   | 0,92 kg/cm2                   |

| Modèle                                 | M3                                                     | M3A1                                                   | M3A2                                                   | M3A3                                                   | M3A4                                      | M3A5                                                   |
| -------------------------------------- | ------------------------------------------------------ | ------------------------------------------------------ | ------------------------------------------------------ | ------------------------------------------------------ | ----------------------------------------- | ------------------------------------------------------ |
| Motorisation                           | Continental R-975-EC2 9 cylindres radiaux (15 945 cm3) | Continental R-975-EC2 9 cylindres radiaux (15 945 cm3) | Continental R-975-EC2 9 cylindres radiaux (15 945 cm3) | General Motors 6046 12 cylindres en ligne (13 929 cm3) | Chrysler A57 30 cylindres (20 533 cm3)    | General Motors 6046 12 cylindres en ligne (13 929 cm3) |
| Refroidissement                        | air                                                    | air                                                    | air                                                    | liquide                                                |                                           |                                                        |
| Puissance brute                        | 400 hp à 2 400 tr/min                                  | 400 hp à 2 400 tr/min                                  | 400 hp à 2 400 tr/min                                  | 410 hp à 2 900 tr/min                                  | 425 hp à 2 850 tr/min                     | 410 hp à 2 900 tr/min                                  |
| Puissance nette                        | 340 hp à 2 400 tr/min                                  | 340 hp à 2 400 tr/min                                  | 340 hp à 2 400 tr/min                                  | 375 hp à 2 100 tr/min                                  | 370 hp à 2 400 tr/min                     | 375 hp à 2 100 tr/min                                  |
| Puissance massique brute               | 14,3 hp/t                                              | 14 hp/t                                                | 14,6 hp/t                                              | 14,3 hp/t                                              | 14,7 hp/t                                 | 14,1 hp/t                                              |
| Puissance massique nette               | 12,2 hp/t                                              | 11,9 hp/t                                              | 12,4 hp/t                                              | 13,1 hp/t                                              | 12,8 hp/t                                 | 12,9 hp/t                                              |
| Transmission                           | Synchromesh (5 vitesses avant, 1 arrière)              | Synchromesh (5 vitesses avant, 1 arrière)              | Synchromesh (5 vitesses avant, 1 arrière)              | Synchromesh (5 vitesses avant, 1 arrière)              | Synchromesh (5 vitesses avant, 1 arrière) | Synchromesh (5 vitesses avant, 1 arrière)              |
| Suspension                             | ressorts à volutes verticaux (VVSS)                    | ressorts à volutes verticaux (VVSS)                    | ressorts à volutes verticaux (VVSS)                    | ressorts à volutes verticaux (VVSS)                    | ressorts à volutes verticaux (VVSS)       | ressorts à volutes verticaux (VVSS)                    |
| Longueur de contact au sol             | 3,73 m                                                 | 3,73 m                                                 | 3,73 m                                                 | 3,73 m                                                 | 4,06 m                                    | 3,73 m                                                 |
| Type de carburant                      | essence 92 octane                                      | essence 92 octane                                      | essence 92 octane                                      | gazole 40 cétane                                       | essence 80 octane                         | gazole 40 cétane                                       |
| Contenance des réservoirs de carburant | 662,4 L                                                | 662,4 L                                                | 662,4 L                                                | 560,2 L                                                | 605,7 L                                   | 560,2 L                                                |
| Vitesse maximale sur route             | 39 km/h                                                | 39 km/h                                                | 39 km/h                                                | 48 km/h                                                | 40 km/h                                   | 48 km/h                                                |
| Vitesse de croisière sur route         | 34 km/h                                                | 34 km/h                                                | 34 km/h                                                | 40 km/h                                                | 32 km/h                                   | 40 km/h                                                |
| Vitesse maximale hors-route            | 24 km/h                                                | nd                                                     | nd                                                     | nd                                                     | nd                                        | nd                                                     |
| Autonomie sur route                    | env. 193 km                                            | env. 193 km                                            | env. 193 km                                            | env. 241 km                                            | env. 161 km                               | env. 241 km                                            |
| Franchissement hauteur                 | 0,61 m                                                 | 0,61 m                                                 | 0,61 m                                                 | 0,61 m                                                 | 0,61 m                                    | 0,61 m                                                 |
| Franchissement largeur                 | 2,29 m                                                 | 2,29 m                                                 | 2,29 m                                                 | 2,29 m                                                 | 2,44 m                                    | 2,29 m                                                 |
| Franchissement profondeur              | 1,02 m                                                 | 1,02 m                                                 | 1,02 m                                                 | 0,91 m                                                 | 1,02 m                                    |                                                        |
| Franchissement pente                   | 60%                                                    | 60%                                                    | 60%                                                    | 60%                                                    | 60%                                       | 60%                                                    |
| Rayon de braquage                      | 9,45 m                                                 | 9,45 m                                                 | 9,45 m                                                 | 9,45 m                                                 | 10,67 m                                   | 9,45 m                                                 |

| Modèle             | M3                                                                            | M3A1 | M3A2                                                                         | M3A3                                                                         | M3A4                                                                          | M3A5                                                                          |
| ------------------ | ----------------------------------------------------------------------------- | --- | ---------------------------------------------------------------------------- | ---------------------------------------------------------------------------- | ----------------------------------------------------------------------------- | ----------------------------------------------------------------------------- |
| Type               | Acier coulé (tourelle) Plaques d’acier laminé assemblée par rivetage (caisse) | Acier coulé (tourelle) Acier coulé (caisse haut) Plaques d’acier laminé assemblée par rivetage (caisse bas) | Acier coulé (tourelle) Plaques d’acier laminé assemblée par soudage (caisse) | Acier coulé (tourelle) Plaques d’acier laminé assemblée par soudage (caisse) | Acier coulé (tourelle) Plaques d’acier laminé assemblée par rivetage (caisse) | Acier coulé (tourelle) Plaques d’acier laminé assemblée par rivetage (caisse) |
| Caisse glacis haut | 50,8 mm à 30°                                                                 | 50,8 mm à 30°                                                                                               | 50,8 mm à 30°                                                                | 50,8 mm à 30°                                                                | 50,8 mm à 30°                                                                 | 50,8 mm à 30°                                                                 |
| Caisse glacis bas  | 50,8 mm à 0-45°                                                               | 50,8 mm à 0-45°                                                                                             | 50,8 mm à 0-45°                                                              | 50,8 mm à 0-45°                                                              | 50,8 mm à 0-45°                                                               | 50,8 mm à 0-45°                                                               |
| Caisse côtés       | 38,1 mm à 0°                                                                  | 38,1 mm à 0°                                                                                                | 38,1 mm à 0°                                                                 | 38,1 mm à 0°                                                                 | 38,1 mm à 0°                                                                  | 38,1 mm à 0°                                                                  |
| Caisse arrière     | 38,1 mm à 0-10°                                                               | 38,1 mm à 0-10°                                                                                             | 38,1 mm à 0-10°                                                              | 38,1 mm à 0-10°                                                              | 38,1 mm à 0-20°                                                               | 38,1 mm à 0-10°                                                               |
| Caisse toit        | 12,7 mm à 83-90°                                                              | 12,7 mm à 83-90°                                                                                            | 12,7 mm à 83-90°                                                             | 12,7 mm à 83-90°                                                             | 12,7 mm à 83-90°                                                              | 12,7 mm à 83-90°                                                              |
| Plancher avant     | 25,4 mm à 90°                                                                 | 25,4 mm à 90°                                                                                               | 25,4 mm à 90°                                                                | 25,4 mm à 90°                                                                | 25,4 mm à 90°                                                                 | 25,4 mm à 90°                                                                 |
| Plancher arrière   | 12,7 mm à 90°                                                                 | 12,7 mm à 90°                                                                                               | 12,7 mm à 90°                                                                | 12,7 mm à 90°                                                                | 12,7 mm à 90°                                                                 | 12,7 mm à 90°                                                                 |
| Tourelle avant     | 50,8 mm à 47° (Lee) 76,2 mm à 47° (Grant)                                     | 50,8 mm à 47° (Lee) 76,2 mm à 47° (Grant)                                                                   | 50,8 mm à 47° (Lee) 76,2 mm à 47° (Grant)                                    | 50,8 mm à 47° (Lee) 76,2 mm à 47° (Grant)                                    | 50,8 mm à 47° (Lee) 76,2 mm à 47° (Grant)                                     | 50,8 mm à 47° (Lee) 76,2 mm à 47° (Grant)                                     |
| Tourelle côtés     | 50,8 mm à 5° (Lee) 50,8 mm à 0-30° (Grant)                                    | 50,8 mm à 5° (Lee) 50,8 mm à 0-30° (Grant)                                                                  | 50,8 mm à 5° (Lee) 50,8 mm à 0-30° (Grant)                                   | 50,8 mm à 5° (Lee) 50,8 mm à 0-30° (Grant)                                   | 50,8 mm à 5° (Lee) 50,8 mm à 0-30° (Grant)                                    | 50,8 mm à 5° (Lee) 50,8 mm à 0-30° (Grant)                                    |
| Tourelle arrière   | 50,8 mm à 5° (Lee) 50,8 mm à 0° (Grant)                                       | 50,8 mm à 5° (Lee) 50,8 mm à 0° (Grant)                                                                     | 50,8 mm à 5° (Lee) 50,8 mm à 0° (Grant)                                      | 50,8 mm à 5° (Lee) 50,8 mm à 0° (Grant)                                      | 50,8 mm à 5° (Lee) 50,8 mm à 0° (Grant)                                       | 50,8 mm à 5° (Lee) 50,8 mm à 0° (Grant)                                       |
| Tourelle toit      | 22,2 mm à 90° (Lee) 31,8 mm à 8-90° (Grant)                                   | 22,2 mm à 90° (Lee) 31,8 mm à 8-90° (Grant)                                                                 | 22,2 mm à 90° (Lee) 31,8 mm à 8-90° (Grant)                                  | 22,2 mm à 90° (Lee) 31,8 mm à 8-90° (Grant)                                  | 22,2 mm à 90° (Lee) 31,8 mm à 8-90° (Grant)                                   | 22,2 mm à 90° (Lee) 31,8 mm à 8-90° (Grant)                                   |

| Modèle                                            | M3                                                                      | M3A1                                                                    | M3A2                                                                    | M3A3                                                                    | M3A4                                                                    | M3A5                                                                    |
| ------------------------------------------------- | ----------------------------------------------------------------------- | ----------------------------------------------------------------------- | ----------------------------------------------------------------------- | ----------------------------------------------------------------------- | ----------------------------------------------------------------------- | ----------------------------------------------------------------------- |
| Armement principal 1                              | 1x canon M2 ou M3 de 75 mm sur monture M1 en casemate                   | 1x canon M2 ou M3 de 75 mm sur monture M1 en casemate                   | 1x canon M2 ou M3 de 75 mm sur monture M1 en casemate                   | 1x canon M2 ou M3 de 75 mm sur monture M1 en casemate                   | 1x canon M2 ou M3 de 75 mm sur monture M1 en casemate                   | 1x canon M2 ou M3 de 75 mm sur monture M1 en casemate                   |
| Viseur armement principal 1                       | Périscope M1 et télescope M21A1                                         | Périscope M1 et télescope M21A1                                         | Périscope M1 et télescope M21A1                                         | Périscope M1 et télescope M21A1                                         | Périscope M1 et télescope M21A1                                         | Périscope M1 et télescope M21A1                                         |
| Traverse/Élévation armement principal 1 (vitesse) | 15° de chaque côté manuel / -9° à +20° manuel                           | 15° de chaque côté manuel / -9° à +20° manuel                           | 15° de chaque côté manuel / -9° à +20° manuel                           | 15° de chaque côté manuel / -9° à +20° manuel                           | 15° de chaque côté manuel / -9° à +20° manuel                           | 15° de chaque côté manuel / -9° à +20° manuel                           |
| Munitions armement principal 1                    | 50 obus de 75 mm                                                        | 50 obus de 75 mm                                                        | 50 obus de 75 mm                                                        | 50 obus de 75 mm                                                        | 50 obus de 75 mm                                                        | 50 obus de 75 mm                                                        |
| Cadence de tir maximale armement principal 1      | 20 coups par minute (10-12 recommandé)                                  | 20 coups par minute (10-12 recommandé)                                  | 20 coups par minute (10-12 recommandé)                                  | 20 coups par minute (10-12 recommandé)                                  | 20 coups par minute (10-12 recommandé)                                  | 20 coups par minute (10-12 recommandé)                                  |
| Armement principal 2                              | 1x canon M5 ou M6 de 37 mm sur monture M24 en tourelle                  | 1x canon M5 ou M6 de 37 mm sur monture M24 en tourelle                  | 1x canon M5 ou M6 de 37 mm sur monture M24 en tourelle                  | 1x canon M5 ou M6 de 37 mm sur monture M24 en tourelle                  | 1x canon M5 ou M6 de 37 mm sur monture M24 en tourelle                  | 1x canon M5 ou M6 de 37 mm sur monture M24 en tourelle                  |
| Viseur armement principal 2                       | Périscope M2 et télescope M19A1                                         | Périscope M2 et télescope M19A1                                         | Périscope M2 et télescope M19A1                                         | Périscope M2 et télescope M19A1                                         | Périscope M2 et télescope M19A1                                         | Périscope M2 et télescope M19A1                                         |
| Traverse/Élévation armement principal 2 (vitesse) | 360° hydraulique ou manuel (18°/s max) / -7° à +60° manuel              | 360° hydraulique ou manuel (18°/s max) / -7° à +60° manuel              | 360° hydraulique ou manuel (18°/s max) / -7° à +60° manuel              | 360° hydraulique ou manuel (18°/s max) / -7° à +60° manuel              | 360° hydraulique ou manuel (18°/s max) / -7° à +60° manuel              | 360° hydraulique ou manuel (18°/s max) / -7° à +60° manuel              |
| Munitions armement principal 2                    | 178 obus de 37 mm                                                       | 178 obus de 37 mm                                                       | 178 obus de 37 mm                                                       | 178 obus de 37 mm                                                       | 178 obus de 37 mm                                                       | 178 obus de 37 mm                                                       |
| Cadence de tir maximale armement principal 2      | 30 coups par minute                                                     | 30 coups par minute                                                     | 30 coups par minute                                                     | 30 coups par minute                                                     | 30 coups par minute                                                     | 30 coups par minute                                                     |
| Armement secondaire                               | 3x mitrailleuses Browning M1919A4 coaxiale, en tourelle et en proue     | 3x mitrailleuses Browning M1919A4 coaxiale, en tourelle et en proue     | 3x mitrailleuses Browning M1919A4 coaxiale, en tourelle et en proue     | 3x mitrailleuses Browning M1919A4 coaxiale, en tourelle et en proue     | 3x mitrailleuses Browning M1919A4 coaxiale, en tourelle et en proue     | 3x mitrailleuses Browning M1919A4 coaxiale, en tourelle et en proue     |
| Munitions armement secondaire                     | 9 200 cartouches de .30                                                 | 9 200 cartouches de .30                                                 | 9 200 cartouches de .30                                                 | 9 200 cartouches de .30                                                 | 9 200 cartouches de .30                                                 | 9 200 cartouches de .30                                                 |
| Autre armement                                    | 1x pistolet-mitrailleur M1928A1 (1 200 cartouches de .45), 12x grenades | 1x pistolet-mitrailleur M1928A1 (1 200 cartouches de .45), 12x grenades | 1x pistolet-mitrailleur M1928A1 (1 200 cartouches de .45), 12x grenades | 1x pistolet-mitrailleur M1928A1 (1 200 cartouches de .45), 12x grenades | 1x pistolet-mitrailleur M1928A1 (1 200 cartouches de .45), 12x grenades | 1x pistolet-mitrailleur M1928A1 (1 200 cartouches de .45), 12x grenades |
| Radio                                             | SCR 508 (+ SCR 506 pour les chars de commandement)                      | SCR 508 (+ SCR 506 pour les chars de commandement)                      | SCR 508 (+ SCR 506 pour les chars de commandement)                      | SCR 508 (+ SCR 506 pour les chars de commandement)                      | SCR 508 (+ SCR 506 pour les chars de commandement)                      | SCR 508 (+ SCR 506 pour les chars de commandement)                      |